# Novotného interference
Novotného interference, Novotného téma nebo krátce Novotný (v cizích jazycích též Nowotny) je téma některých problémů kompozičního šachu, pojmenované po svém objeviteli, šachovém skladateli Antonínu Novotném. Spočívá v obětování figury na poli, kde ji soupeř může odebrat dvěma různými figurami. Bez ohledu na to, kterou z nich k odebrání zvolí, bude tato při dalším tahu interferovat s druhou, tj. překážet jí v pohybu některým směrem. V podstatě se zde jedná o tzv. Grimshawovu interferenci vyvolanou obětí figury na kritickém poli šachovnice.
Tento taktický prvek se může objevit i jako součást kombinace skutečné šachové partie, ale podobné případy jsou nanejvýš vzácné, a pokud taková situace nastane (jako v případě níže uvedené partie MacDonald–Burn), nebývá tímto výrazem označena. Termín „Novotného interference“ se běžně vyskytuje pouze v kontextu kompozičního šachu.

## Příklady

### Základní
|   | a | b | c | d | e | f | g | h |   |
| 8 | b6 bílý dáma · d6 bílý střelec · e5 černý pěšec · f5 černý pěšec · a4 bílý jezdec · f4 černý král · h4 bílý král · d3 bílý pěšec · a2 černý věž · g2 bílý pěšec · a1 černý střelec | b6 bílý dáma · d6 bílý střelec · e5 černý pěšec · f5 černý pěšec · a4 bílý jezdec · f4 černý král · h4 bílý král · d3 bílý pěšec · a2 černý věž · g2 bílý pěšec · a1 černý střelec | b6 bílý dáma · d6 bílý střelec · e5 černý pěšec · f5 černý pěšec · a4 bílý jezdec · f4 černý král · h4 bílý král · d3 bílý pěšec · a2 černý věž · g2 bílý pěšec · a1 černý střelec | b6 bílý dáma · d6 bílý střelec · e5 černý pěšec · f5 černý pěšec · a4 bílý jezdec · f4 černý král · h4 bílý král · d3 bílý pěšec · a2 černý věž · g2 bílý pěšec · a1 černý střelec | b6 bílý dáma · d6 bílý střelec · e5 černý pěšec · f5 černý pěšec · a4 bílý jezdec · f4 černý král · h4 bílý král · d3 bílý pěšec · a2 černý věž · g2 bílý pěšec · a1 černý střelec | b6 bílý dáma · d6 bílý střelec · e5 černý pěšec · f5 černý pěšec · a4 bílý jezdec · f4 černý král · h4 bílý král · d3 bílý pěšec · a2 černý věž · g2 bílý pěšec · a1 černý střelec | b6 bílý dáma · d6 bílý střelec · e5 černý pěšec · f5 černý pěšec · a4 bílý jezdec · f4 černý král · h4 bílý král · d3 bílý pěšec · a2 černý věž · g2 bílý pěšec · a1 černý střelec | b6 bílý dáma · d6 bílý střelec · e5 černý pěšec · f5 černý pěšec · a4 bílý jezdec · f4 černý král · h4 bílý král · d3 bílý pěšec · a2 černý věž · g2 bílý pěšec · a1 černý střelec | 8 |
| 7 | b6 bílý dáma · d6 bílý střelec · e5 černý pěšec · f5 černý pěšec · a4 bílý jezdec · f4 černý král · h4 bílý král · d3 bílý pěšec · a2 černý věž · g2 bílý pěšec · a1 černý střelec | b6 bílý dáma · d6 bílý střelec · e5 černý pěšec · f5 černý pěšec · a4 bílý jezdec · f4 černý král · h4 bílý král · d3 bílý pěšec · a2 černý věž · g2 bílý pěšec · a1 černý střelec | b6 bílý dáma · d6 bílý střelec · e5 černý pěšec · f5 černý pěšec · a4 bílý jezdec · f4 černý král · h4 bílý král · d3 bílý pěšec · a2 černý věž · g2 bílý pěšec · a1 černý střelec | b6 bílý dáma · d6 bílý střelec · e5 černý pěšec · f5 černý pěšec · a4 bílý jezdec · f4 černý král · h4 bílý král · d3 bílý pěšec · a2 černý věž · g2 bílý pěšec · a1 černý střelec | b6 bílý dáma · d6 bílý střelec · e5 černý pěšec · f5 černý pěšec · a4 bílý jezdec · f4 černý král · h4 bílý král · d3 bílý pěšec · a2 černý věž · g2 bílý pěšec · a1 černý střelec | b6 bílý dáma · d6 bílý střelec · e5 černý pěšec · f5 černý pěšec · a4 bílý jezdec · f4 černý král · h4 bílý král · d3 bílý pěšec · a2 černý věž · g2 bílý pěšec · a1 černý střelec | b6 bílý dáma · d6 bílý střelec · e5 černý pěšec · f5 černý pěšec · a4 bílý jezdec · f4 černý král · h4 bílý král · d3 bílý pěšec · a2 černý věž · g2 bílý pěšec · a1 černý střelec | b6 bílý dáma · d6 bílý střelec · e5 černý pěšec · f5 černý pěšec · a4 bílý jezdec · f4 černý král · h4 bílý král · d3 bílý pěšec · a2 černý věž · g2 bílý pěšec · a1 černý střelec | 7 |
| 6 | b6 bílý dáma · d6 bílý střelec · e5 černý pěšec · f5 černý pěšec · a4 bílý jezdec · f4 černý král · h4 bílý král · d3 bílý pěšec · a2 černý věž · g2 bílý pěšec · a1 černý střelec | b6 bílý dáma · d6 bílý střelec · e5 černý pěšec · f5 černý pěšec · a4 bílý jezdec · f4 černý král · h4 bílý král · d3 bílý pěšec · a2 černý věž · g2 bílý pěšec · a1 černý střelec | b6 bílý dáma · d6 bílý střelec · e5 černý pěšec · f5 černý pěšec · a4 bílý jezdec · f4 černý král · h4 bílý král · d3 bílý pěšec · a2 černý věž · g2 bílý pěšec · a1 černý střelec | b6 bílý dáma · d6 bílý střelec · e5 černý pěšec · f5 černý pěšec · a4 bílý jezdec · f4 černý král · h4 bílý král · d3 bílý pěšec · a2 černý věž · g2 bílý pěšec · a1 černý střelec | b6 bílý dáma · d6 bílý střelec · e5 černý pěšec · f5 černý pěšec · a4 bílý jezdec · f4 černý král · h4 bílý král · d3 bílý pěšec · a2 černý věž · g2 bílý pěšec · a1 černý střelec | b6 bílý dáma · d6 bílý střelec · e5 černý pěšec · f5 černý pěšec · a4 bílý jezdec · f4 černý král · h4 bílý král · d3 bílý pěšec · a2 černý věž · g2 bílý pěšec · a1 černý střelec | b6 bílý dáma · d6 bílý střelec · e5 černý pěšec · f5 černý pěšec · a4 bílý jezdec · f4 černý král · h4 bílý král · d3 bílý pěšec · a2 černý věž · g2 bílý pěšec · a1 černý střelec | b6 bílý dáma · d6 bílý střelec · e5 černý pěšec · f5 černý pěšec · a4 bílý jezdec · f4 černý král · h4 bílý král · d3 bílý pěšec · a2 černý věž · g2 bílý pěšec · a1 černý střelec | 6 |
| 5 | b6 bílý dáma · d6 bílý střelec · e5 černý pěšec · f5 černý pěšec · a4 bílý jezdec · f4 černý král · h4 bílý král · d3 bílý pěšec · a2 černý věž · g2 bílý pěšec · a1 černý střelec | b6 bílý dáma · d6 bílý střelec · e5 černý pěšec · f5 černý pěšec · a4 bílý jezdec · f4 černý král · h4 bílý král · d3 bílý pěšec · a2 černý věž · g2 bílý pěšec · a1 černý střelec | b6 bílý dáma · d6 bílý střelec · e5 černý pěšec · f5 černý pěšec · a4 bílý jezdec · f4 černý král · h4 bílý král · d3 bílý pěšec · a2 černý věž · g2 bílý pěšec · a1 černý střelec | b6 bílý dáma · d6 bílý střelec · e5 černý pěšec · f5 černý pěšec · a4 bílý jezdec · f4 černý král · h4 bílý král · d3 bílý pěšec · a2 černý věž · g2 bílý pěšec · a1 černý střelec | b6 bílý dáma · d6 bílý střelec · e5 černý pěšec · f5 černý pěšec · a4 bílý jezdec · f4 černý král · h4 bílý král · d3 bílý pěšec · a2 černý věž · g2 bílý pěšec · a1 černý střelec | b6 bílý dáma · d6 bílý střelec · e5 černý pěšec · f5 černý pěšec · a4 bílý jezdec · f4 černý král · h4 bílý král · d3 bílý pěšec · a2 černý věž · g2 bílý pěšec · a1 černý střelec | b6 bílý dáma · d6 bílý střelec · e5 černý pěšec · f5 černý pěšec · a4 bílý jezdec · f4 černý král · h4 bílý král · d3 bílý pěšec · a2 černý věž · g2 bílý pěšec · a1 černý střelec | b6 bílý dáma · d6 bílý střelec · e5 černý pěšec · f5 černý pěšec · a4 bílý jezdec · f4 černý král · h4 bílý král · d3 bílý pěšec · a2 černý věž · g2 bílý pěšec · a1 černý střelec | 5 |
| 4 | b6 bílý dáma · d6 bílý střelec · e5 černý pěšec · f5 černý pěšec · a4 bílý jezdec · f4 černý král · h4 bílý král · d3 bílý pěšec · a2 černý věž · g2 bílý pěšec · a1 černý střelec | b6 bílý dáma · d6 bílý střelec · e5 černý pěšec · f5 černý pěšec · a4 bílý jezdec · f4 černý král · h4 bílý král · d3 bílý pěšec · a2 černý věž · g2 bílý pěšec · a1 černý střelec | b6 bílý dáma · d6 bílý střelec · e5 černý pěšec · f5 černý pěšec · a4 bílý jezdec · f4 černý král · h4 bílý král · d3 bílý pěšec · a2 černý věž · g2 bílý pěšec · a1 černý střelec | b6 bílý dáma · d6 bílý střelec · e5 černý pěšec · f5 černý pěšec · a4 bílý jezdec · f4 černý král · h4 bílý král · d3 bílý pěšec · a2 černý věž · g2 bílý pěšec · a1 černý střelec | b6 bílý dáma · d6 bílý střelec · e5 černý pěšec · f5 černý pěšec · a4 bílý jezdec · f4 černý král · h4 bílý král · d3 bílý pěšec · a2 černý věž · g2 bílý pěšec · a1 černý střelec | b6 bílý dáma · d6 bílý střelec · e5 černý pěšec · f5 černý pěšec · a4 bílý jezdec · f4 černý král · h4 bílý král · d3 bílý pěšec · a2 černý věž · g2 bílý pěšec · a1 černý střelec | b6 bílý dáma · d6 bílý střelec · e5 černý pěšec · f5 černý pěšec · a4 bílý jezdec · f4 černý král · h4 bílý král · d3 bílý pěšec · a2 černý věž · g2 bílý pěšec · a1 černý střelec | b6 bílý dáma · d6 bílý střelec · e5 černý pěšec · f5 černý pěšec · a4 bílý jezdec · f4 černý král · h4 bílý král · d3 bílý pěšec · a2 černý věž · g2 bílý pěšec · a1 černý střelec | 4 |
| 3 | b6 bílý dáma · d6 bílý střelec · e5 černý pěšec · f5 černý pěšec · a4 bílý jezdec · f4 černý král · h4 bílý král · d3 bílý pěšec · a2 černý věž · g2 bílý pěšec · a1 černý střelec | b6 bílý dáma · d6 bílý střelec · e5 černý pěšec · f5 černý pěšec · a4 bílý jezdec · f4 černý král · h4 bílý král · d3 bílý pěšec · a2 černý věž · g2 bílý pěšec · a1 černý střelec | b6 bílý dáma · d6 bílý střelec · e5 černý pěšec · f5 černý pěšec · a4 bílý jezdec · f4 černý král · h4 bílý král · d3 bílý pěšec · a2 černý věž · g2 bílý pěšec · a1 černý střelec | b6 bílý dáma · d6 bílý střelec · e5 černý pěšec · f5 černý pěšec · a4 bílý jezdec · f4 černý král · h4 bílý král · d3 bílý pěšec · a2 černý věž · g2 bílý pěšec · a1 černý střelec | b6 bílý dáma · d6 bílý střelec · e5 černý pěšec · f5 černý pěšec · a4 bílý jezdec · f4 černý král · h4 bílý král · d3 bílý pěšec · a2 černý věž · g2 bílý pěšec · a1 černý střelec | b6 bílý dáma · d6 bílý střelec · e5 černý pěšec · f5 černý pěšec · a4 bílý jezdec · f4 černý král · h4 bílý král · d3 bílý pěšec · a2 černý věž · g2 bílý pěšec · a1 černý střelec | b6 bílý dáma · d6 bílý střelec · e5 černý pěšec · f5 černý pěšec · a4 bílý jezdec · f4 černý král · h4 bílý král · d3 bílý pěšec · a2 černý věž · g2 bílý pěšec · a1 černý střelec | b6 bílý dáma · d6 bílý střelec · e5 černý pěšec · f5 černý pěšec · a4 bílý jezdec · f4 černý král · h4 bílý král · d3 bílý pěšec · a2 černý věž · g2 bílý pěšec · a1 černý střelec | 3 |
| 2 | b6 bílý dáma · d6 bílý střelec · e5 černý pěšec · f5 černý pěšec · a4 bílý jezdec · f4 černý král · h4 bílý král · d3 bílý pěšec · a2 černý věž · g2 bílý pěšec · a1 černý střelec | b6 bílý dáma · d6 bílý střelec · e5 černý pěšec · f5 černý pěšec · a4 bílý jezdec · f4 černý král · h4 bílý král · d3 bílý pěšec · a2 černý věž · g2 bílý pěšec · a1 černý střelec | b6 bílý dáma · d6 bílý střelec · e5 černý pěšec · f5 černý pěšec · a4 bílý jezdec · f4 černý král · h4 bílý král · d3 bílý pěšec · a2 černý věž · g2 bílý pěšec · a1 černý střelec | b6 bílý dáma · d6 bílý střelec · e5 černý pěšec · f5 černý pěšec · a4 bílý jezdec · f4 černý král · h4 bílý král · d3 bílý pěšec · a2 černý věž · g2 bílý pěšec · a1 černý střelec | b6 bílý dáma · d6 bílý střelec · e5 černý pěšec · f5 černý pěšec · a4 bílý jezdec · f4 černý král · h4 bílý král · d3 bílý pěšec · a2 černý věž · g2 bílý pěšec · a1 černý střelec | b6 bílý dáma · d6 bílý střelec · e5 černý pěšec · f5 černý pěšec · a4 bílý jezdec · f4 černý král · h4 bílý král · d3 bílý pěšec · a2 černý věž · g2 bílý pěšec · a1 černý střelec | b6 bílý dáma · d6 bílý střelec · e5 černý pěšec · f5 černý pěšec · a4 bílý jezdec · f4 černý král · h4 bílý král · d3 bílý pěšec · a2 černý věž · g2 bílý pěšec · a1 černý střelec | b6 bílý dáma · d6 bílý střelec · e5 černý pěšec · f5 černý pěšec · a4 bílý jezdec · f4 černý král · h4 bílý král · d3 bílý pěšec · a2 černý věž · g2 bílý pěšec · a1 černý střelec | 2 |
| 1 | b6 bílý dáma · d6 bílý střelec · e5 černý pěšec · f5 černý pěšec · a4 bílý jezdec · f4 černý král · h4 bílý král · d3 bílý pěšec · a2 černý věž · g2 bílý pěšec · a1 černý střelec | b6 bílý dáma · d6 bílý střelec · e5 černý pěšec · f5 černý pěšec · a4 bílý jezdec · f4 černý král · h4 bílý král · d3 bílý pěšec · a2 černý věž · g2 bílý pěšec · a1 černý střelec | b6 bílý dáma · d6 bílý střelec · e5 černý pěšec · f5 černý pěšec · a4 bílý jezdec · f4 černý král · h4 bílý král · d3 bílý pěšec · a2 černý věž · g2 bílý pěšec · a1 černý střelec | b6 bílý dáma · d6 bílý střelec · e5 černý pěšec · f5 černý pěšec · a4 bílý jezdec · f4 černý král · h4 bílý král · d3 bílý pěšec · a2 černý věž · g2 bílý pěšec · a1 černý střelec | b6 bílý dáma · d6 bílý střelec · e5 černý pěšec · f5 černý pěšec · a4 bílý jezdec · f4 černý král · h4 bílý král · d3 bílý pěšec · a2 černý věž · g2 bílý pěšec · a1 černý střelec | b6 bílý dáma · d6 bílý střelec · e5 černý pěšec · f5 černý pěšec · a4 bílý jezdec · f4 černý král · h4 bílý král · d3 bílý pěšec · a2 černý věž · g2 bílý pěšec · a1 černý střelec | b6 bílý dáma · d6 bílý střelec · e5 černý pěšec · f5 černý pěšec · a4 bílý jezdec · f4 černý král · h4 bílý král · d3 bílý pěšec · a2 černý věž · g2 bílý pěšec · a1 černý střelec | b6 bílý dáma · d6 bílý střelec · e5 černý pěšec · f5 černý pěšec · a4 bílý jezdec · f4 černý král · h4 bílý král · d3 bílý pěšec · a2 černý věž · g2 bílý pěšec · a1 černý střelec | 1 |
|   | a | b | c | d | e | f | g | h |   |

Podstatě tématu můžeme porozumět při pohledu na diagram vpravo. Bílý táhne a musí dát černému mat 2. tahem bez ohledu na způsob zvolené obrany. Úvodním tahem řešení je 1. Jb2. Tímto tahem se bílý jezdec staví do cesty jak černé věži, tak i černému střelci. I v případě, že jedna z těchto figur jezdce odebere, bude nadále v příštím tahu překážet té druhé v pohybu – a to je základní myšlenka Novotného. Jestliže černý zahraje 1. … Sxb2, bude tento střelec stát v cestě věži, čímž bílému umožní zahrát 2. Df2#, pokud místo toho zahraje 1. … Vxb2, brání zase věž v pohybu střelci, takže bílý může matovat 2. Dd4#.
Úloha s prostou Novotného interferencí, která není doplněna jinými herními prvky, tvoří celkem jednoduchý problém. Novotného téma se obvykle doplňuje s dalšími myšlenkami nebo úloha obsahuje více podobných interferencí.

### Vícenásobné Novotného téma
|   | a | b | c | d | e | f | g | h |   |
| 8 | a8 černý střelec · b8 černý věž · a7 černý střelec · a6 bílý věž · d6 bílý jezdec · b5 bílý věž · h5 černý věž · c4 bílý pěšec · d4 černý pěšec · g4 černý pěšec · b3 bílý pěšec · c3 černý král · d3 bílý pěšec · f3 bílý dáma · g3 černý pěšec · a2 bílý střelec · c2 bílý jezdec · e2 bílý pěšec · g2 černý pěšec · b1 černý jezdec · c1 bílý král · g1 bílý střelec · h1 černý jezdec | a8 černý střelec · b8 černý věž · a7 černý střelec · a6 bílý věž · d6 bílý jezdec · b5 bílý věž · h5 černý věž · c4 bílý pěšec · d4 černý pěšec · g4 černý pěšec · b3 bílý pěšec · c3 černý král · d3 bílý pěšec · f3 bílý dáma · g3 černý pěšec · a2 bílý střelec · c2 bílý jezdec · e2 bílý pěšec · g2 černý pěšec · b1 černý jezdec · c1 bílý král · g1 bílý střelec · h1 černý jezdec | a8 černý střelec · b8 černý věž · a7 černý střelec · a6 bílý věž · d6 bílý jezdec · b5 bílý věž · h5 černý věž · c4 bílý pěšec · d4 černý pěšec · g4 černý pěšec · b3 bílý pěšec · c3 černý král · d3 bílý pěšec · f3 bílý dáma · g3 černý pěšec · a2 bílý střelec · c2 bílý jezdec · e2 bílý pěšec · g2 černý pěšec · b1 černý jezdec · c1 bílý král · g1 bílý střelec · h1 černý jezdec | a8 černý střelec · b8 černý věž · a7 černý střelec · a6 bílý věž · d6 bílý jezdec · b5 bílý věž · h5 černý věž · c4 bílý pěšec · d4 černý pěšec · g4 černý pěšec · b3 bílý pěšec · c3 černý král · d3 bílý pěšec · f3 bílý dáma · g3 černý pěšec · a2 bílý střelec · c2 bílý jezdec · e2 bílý pěšec · g2 černý pěšec · b1 černý jezdec · c1 bílý král · g1 bílý střelec · h1 černý jezdec | a8 černý střelec · b8 černý věž · a7 černý střelec · a6 bílý věž · d6 bílý jezdec · b5 bílý věž · h5 černý věž · c4 bílý pěšec · d4 černý pěšec · g4 černý pěšec · b3 bílý pěšec · c3 černý král · d3 bílý pěšec · f3 bílý dáma · g3 černý pěšec · a2 bílý střelec · c2 bílý jezdec · e2 bílý pěšec · g2 černý pěšec · b1 černý jezdec · c1 bílý král · g1 bílý střelec · h1 černý jezdec | a8 černý střelec · b8 černý věž · a7 černý střelec · a6 bílý věž · d6 bílý jezdec · b5 bílý věž · h5 černý věž · c4 bílý pěšec · d4 černý pěšec · g4 černý pěšec · b3 bílý pěšec · c3 černý král · d3 bílý pěšec · f3 bílý dáma · g3 černý pěšec · a2 bílý střelec · c2 bílý jezdec · e2 bílý pěšec · g2 černý pěšec · b1 černý jezdec · c1 bílý král · g1 bílý střelec · h1 černý jezdec | a8 černý střelec · b8 černý věž · a7 černý střelec · a6 bílý věž · d6 bílý jezdec · b5 bílý věž · h5 černý věž · c4 bílý pěšec · d4 černý pěšec · g4 černý pěšec · b3 bílý pěšec · c3 černý král · d3 bílý pěšec · f3 bílý dáma · g3 černý pěšec · a2 bílý střelec · c2 bílý jezdec · e2 bílý pěšec · g2 černý pěšec · b1 černý jezdec · c1 bílý král · g1 bílý střelec · h1 černý jezdec | a8 černý střelec · b8 černý věž · a7 černý střelec · a6 bílý věž · d6 bílý jezdec · b5 bílý věž · h5 černý věž · c4 bílý pěšec · d4 černý pěšec · g4 černý pěšec · b3 bílý pěšec · c3 černý král · d3 bílý pěšec · f3 bílý dáma · g3 černý pěšec · a2 bílý střelec · c2 bílý jezdec · e2 bílý pěšec · g2 černý pěšec · b1 černý jezdec · c1 bílý král · g1 bílý střelec · h1 černý jezdec | 8 |
| 7 | a8 černý střelec · b8 černý věž · a7 černý střelec · a6 bílý věž · d6 bílý jezdec · b5 bílý věž · h5 černý věž · c4 bílý pěšec · d4 černý pěšec · g4 černý pěšec · b3 bílý pěšec · c3 černý král · d3 bílý pěšec · f3 bílý dáma · g3 černý pěšec · a2 bílý střelec · c2 bílý jezdec · e2 bílý pěšec · g2 černý pěšec · b1 černý jezdec · c1 bílý král · g1 bílý střelec · h1 černý jezdec | a8 černý střelec · b8 černý věž · a7 černý střelec · a6 bílý věž · d6 bílý jezdec · b5 bílý věž · h5 černý věž · c4 bílý pěšec · d4 černý pěšec · g4 černý pěšec · b3 bílý pěšec · c3 černý král · d3 bílý pěšec · f3 bílý dáma · g3 černý pěšec · a2 bílý střelec · c2 bílý jezdec · e2 bílý pěšec · g2 černý pěšec · b1 černý jezdec · c1 bílý král · g1 bílý střelec · h1 černý jezdec | a8 černý střelec · b8 černý věž · a7 černý střelec · a6 bílý věž · d6 bílý jezdec · b5 bílý věž · h5 černý věž · c4 bílý pěšec · d4 černý pěšec · g4 černý pěšec · b3 bílý pěšec · c3 černý král · d3 bílý pěšec · f3 bílý dáma · g3 černý pěšec · a2 bílý střelec · c2 bílý jezdec · e2 bílý pěšec · g2 černý pěšec · b1 černý jezdec · c1 bílý král · g1 bílý střelec · h1 černý jezdec | a8 černý střelec · b8 černý věž · a7 černý střelec · a6 bílý věž · d6 bílý jezdec · b5 bílý věž · h5 černý věž · c4 bílý pěšec · d4 černý pěšec · g4 černý pěšec · b3 bílý pěšec · c3 černý král · d3 bílý pěšec · f3 bílý dáma · g3 černý pěšec · a2 bílý střelec · c2 bílý jezdec · e2 bílý pěšec · g2 černý pěšec · b1 černý jezdec · c1 bílý král · g1 bílý střelec · h1 černý jezdec | a8 černý střelec · b8 černý věž · a7 černý střelec · a6 bílý věž · d6 bílý jezdec · b5 bílý věž · h5 černý věž · c4 bílý pěšec · d4 černý pěšec · g4 černý pěšec · b3 bílý pěšec · c3 černý král · d3 bílý pěšec · f3 bílý dáma · g3 černý pěšec · a2 bílý střelec · c2 bílý jezdec · e2 bílý pěšec · g2 černý pěšec · b1 černý jezdec · c1 bílý král · g1 bílý střelec · h1 černý jezdec | a8 černý střelec · b8 černý věž · a7 černý střelec · a6 bílý věž · d6 bílý jezdec · b5 bílý věž · h5 černý věž · c4 bílý pěšec · d4 černý pěšec · g4 černý pěšec · b3 bílý pěšec · c3 černý král · d3 bílý pěšec · f3 bílý dáma · g3 černý pěšec · a2 bílý střelec · c2 bílý jezdec · e2 bílý pěšec · g2 černý pěšec · b1 černý jezdec · c1 bílý král · g1 bílý střelec · h1 černý jezdec | a8 černý střelec · b8 černý věž · a7 černý střelec · a6 bílý věž · d6 bílý jezdec · b5 bílý věž · h5 černý věž · c4 bílý pěšec · d4 černý pěšec · g4 černý pěšec · b3 bílý pěšec · c3 černý král · d3 bílý pěšec · f3 bílý dáma · g3 černý pěšec · a2 bílý střelec · c2 bílý jezdec · e2 bílý pěšec · g2 černý pěšec · b1 černý jezdec · c1 bílý král · g1 bílý střelec · h1 černý jezdec | a8 černý střelec · b8 černý věž · a7 černý střelec · a6 bílý věž · d6 bílý jezdec · b5 bílý věž · h5 černý věž · c4 bílý pěšec · d4 černý pěšec · g4 černý pěšec · b3 bílý pěšec · c3 černý král · d3 bílý pěšec · f3 bílý dáma · g3 černý pěšec · a2 bílý střelec · c2 bílý jezdec · e2 bílý pěšec · g2 černý pěšec · b1 černý jezdec · c1 bílý král · g1 bílý střelec · h1 černý jezdec | 7 |
| 6 | a8 černý střelec · b8 černý věž · a7 černý střelec · a6 bílý věž · d6 bílý jezdec · b5 bílý věž · h5 černý věž · c4 bílý pěšec · d4 černý pěšec · g4 černý pěšec · b3 bílý pěšec · c3 černý král · d3 bílý pěšec · f3 bílý dáma · g3 černý pěšec · a2 bílý střelec · c2 bílý jezdec · e2 bílý pěšec · g2 černý pěšec · b1 černý jezdec · c1 bílý král · g1 bílý střelec · h1 černý jezdec | a8 černý střelec · b8 černý věž · a7 černý střelec · a6 bílý věž · d6 bílý jezdec · b5 bílý věž · h5 černý věž · c4 bílý pěšec · d4 černý pěšec · g4 černý pěšec · b3 bílý pěšec · c3 černý král · d3 bílý pěšec · f3 bílý dáma · g3 černý pěšec · a2 bílý střelec · c2 bílý jezdec · e2 bílý pěšec · g2 černý pěšec · b1 černý jezdec · c1 bílý král · g1 bílý střelec · h1 černý jezdec | a8 černý střelec · b8 černý věž · a7 černý střelec · a6 bílý věž · d6 bílý jezdec · b5 bílý věž · h5 černý věž · c4 bílý pěšec · d4 černý pěšec · g4 černý pěšec · b3 bílý pěšec · c3 černý král · d3 bílý pěšec · f3 bílý dáma · g3 černý pěšec · a2 bílý střelec · c2 bílý jezdec · e2 bílý pěšec · g2 černý pěšec · b1 černý jezdec · c1 bílý král · g1 bílý střelec · h1 černý jezdec | a8 černý střelec · b8 černý věž · a7 černý střelec · a6 bílý věž · d6 bílý jezdec · b5 bílý věž · h5 černý věž · c4 bílý pěšec · d4 černý pěšec · g4 černý pěšec · b3 bílý pěšec · c3 černý král · d3 bílý pěšec · f3 bílý dáma · g3 černý pěšec · a2 bílý střelec · c2 bílý jezdec · e2 bílý pěšec · g2 černý pěšec · b1 černý jezdec · c1 bílý král · g1 bílý střelec · h1 černý jezdec | a8 černý střelec · b8 černý věž · a7 černý střelec · a6 bílý věž · d6 bílý jezdec · b5 bílý věž · h5 černý věž · c4 bílý pěšec · d4 černý pěšec · g4 černý pěšec · b3 bílý pěšec · c3 černý král · d3 bílý pěšec · f3 bílý dáma · g3 černý pěšec · a2 bílý střelec · c2 bílý jezdec · e2 bílý pěšec · g2 černý pěšec · b1 černý jezdec · c1 bílý král · g1 bílý střelec · h1 černý jezdec | a8 černý střelec · b8 černý věž · a7 černý střelec · a6 bílý věž · d6 bílý jezdec · b5 bílý věž · h5 černý věž · c4 bílý pěšec · d4 černý pěšec · g4 černý pěšec · b3 bílý pěšec · c3 černý král · d3 bílý pěšec · f3 bílý dáma · g3 černý pěšec · a2 bílý střelec · c2 bílý jezdec · e2 bílý pěšec · g2 černý pěšec · b1 černý jezdec · c1 bílý král · g1 bílý střelec · h1 černý jezdec | a8 černý střelec · b8 černý věž · a7 černý střelec · a6 bílý věž · d6 bílý jezdec · b5 bílý věž · h5 černý věž · c4 bílý pěšec · d4 černý pěšec · g4 černý pěšec · b3 bílý pěšec · c3 černý král · d3 bílý pěšec · f3 bílý dáma · g3 černý pěšec · a2 bílý střelec · c2 bílý jezdec · e2 bílý pěšec · g2 černý pěšec · b1 černý jezdec · c1 bílý král · g1 bílý střelec · h1 černý jezdec | a8 černý střelec · b8 černý věž · a7 černý střelec · a6 bílý věž · d6 bílý jezdec · b5 bílý věž · h5 černý věž · c4 bílý pěšec · d4 černý pěšec · g4 černý pěšec · b3 bílý pěšec · c3 černý král · d3 bílý pěšec · f3 bílý dáma · g3 černý pěšec · a2 bílý střelec · c2 bílý jezdec · e2 bílý pěšec · g2 černý pěšec · b1 černý jezdec · c1 bílý král · g1 bílý střelec · h1 černý jezdec | 6 |
| 5 | a8 černý střelec · b8 černý věž · a7 černý střelec · a6 bílý věž · d6 bílý jezdec · b5 bílý věž · h5 černý věž · c4 bílý pěšec · d4 černý pěšec · g4 černý pěšec · b3 bílý pěšec · c3 černý král · d3 bílý pěšec · f3 bílý dáma · g3 černý pěšec · a2 bílý střelec · c2 bílý jezdec · e2 bílý pěšec · g2 černý pěšec · b1 černý jezdec · c1 bílý král · g1 bílý střelec · h1 černý jezdec | a8 černý střelec · b8 černý věž · a7 černý střelec · a6 bílý věž · d6 bílý jezdec · b5 bílý věž · h5 černý věž · c4 bílý pěšec · d4 černý pěšec · g4 černý pěšec · b3 bílý pěšec · c3 černý král · d3 bílý pěšec · f3 bílý dáma · g3 černý pěšec · a2 bílý střelec · c2 bílý jezdec · e2 bílý pěšec · g2 černý pěšec · b1 černý jezdec · c1 bílý král · g1 bílý střelec · h1 černý jezdec | a8 černý střelec · b8 černý věž · a7 černý střelec · a6 bílý věž · d6 bílý jezdec · b5 bílý věž · h5 černý věž · c4 bílý pěšec · d4 černý pěšec · g4 černý pěšec · b3 bílý pěšec · c3 černý král · d3 bílý pěšec · f3 bílý dáma · g3 černý pěšec · a2 bílý střelec · c2 bílý jezdec · e2 bílý pěšec · g2 černý pěšec · b1 černý jezdec · c1 bílý král · g1 bílý střelec · h1 černý jezdec | a8 černý střelec · b8 černý věž · a7 černý střelec · a6 bílý věž · d6 bílý jezdec · b5 bílý věž · h5 černý věž · c4 bílý pěšec · d4 černý pěšec · g4 černý pěšec · b3 bílý pěšec · c3 černý král · d3 bílý pěšec · f3 bílý dáma · g3 černý pěšec · a2 bílý střelec · c2 bílý jezdec · e2 bílý pěšec · g2 černý pěšec · b1 černý jezdec · c1 bílý král · g1 bílý střelec · h1 černý jezdec | a8 černý střelec · b8 černý věž · a7 černý střelec · a6 bílý věž · d6 bílý jezdec · b5 bílý věž · h5 černý věž · c4 bílý pěšec · d4 černý pěšec · g4 černý pěšec · b3 bílý pěšec · c3 černý král · d3 bílý pěšec · f3 bílý dáma · g3 černý pěšec · a2 bílý střelec · c2 bílý jezdec · e2 bílý pěšec · g2 černý pěšec · b1 černý jezdec · c1 bílý král · g1 bílý střelec · h1 černý jezdec | a8 černý střelec · b8 černý věž · a7 černý střelec · a6 bílý věž · d6 bílý jezdec · b5 bílý věž · h5 černý věž · c4 bílý pěšec · d4 černý pěšec · g4 černý pěšec · b3 bílý pěšec · c3 černý král · d3 bílý pěšec · f3 bílý dáma · g3 černý pěšec · a2 bílý střelec · c2 bílý jezdec · e2 bílý pěšec · g2 černý pěšec · b1 černý jezdec · c1 bílý král · g1 bílý střelec · h1 černý jezdec | a8 černý střelec · b8 černý věž · a7 černý střelec · a6 bílý věž · d6 bílý jezdec · b5 bílý věž · h5 černý věž · c4 bílý pěšec · d4 černý pěšec · g4 černý pěšec · b3 bílý pěšec · c3 černý král · d3 bílý pěšec · f3 bílý dáma · g3 černý pěšec · a2 bílý střelec · c2 bílý jezdec · e2 bílý pěšec · g2 černý pěšec · b1 černý jezdec · c1 bílý král · g1 bílý střelec · h1 černý jezdec | a8 černý střelec · b8 černý věž · a7 černý střelec · a6 bílý věž · d6 bílý jezdec · b5 bílý věž · h5 černý věž · c4 bílý pěšec · d4 černý pěšec · g4 černý pěšec · b3 bílý pěšec · c3 černý král · d3 bílý pěšec · f3 bílý dáma · g3 černý pěšec · a2 bílý střelec · c2 bílý jezdec · e2 bílý pěšec · g2 černý pěšec · b1 černý jezdec · c1 bílý král · g1 bílý střelec · h1 černý jezdec | 5 |
| 4 | a8 černý střelec · b8 černý věž · a7 černý střelec · a6 bílý věž · d6 bílý jezdec · b5 bílý věž · h5 černý věž · c4 bílý pěšec · d4 černý pěšec · g4 černý pěšec · b3 bílý pěšec · c3 černý král · d3 bílý pěšec · f3 bílý dáma · g3 černý pěšec · a2 bílý střelec · c2 bílý jezdec · e2 bílý pěšec · g2 černý pěšec · b1 černý jezdec · c1 bílý král · g1 bílý střelec · h1 černý jezdec | a8 černý střelec · b8 černý věž · a7 černý střelec · a6 bílý věž · d6 bílý jezdec · b5 bílý věž · h5 černý věž · c4 bílý pěšec · d4 černý pěšec · g4 černý pěšec · b3 bílý pěšec · c3 černý král · d3 bílý pěšec · f3 bílý dáma · g3 černý pěšec · a2 bílý střelec · c2 bílý jezdec · e2 bílý pěšec · g2 černý pěšec · b1 černý jezdec · c1 bílý král · g1 bílý střelec · h1 černý jezdec | a8 černý střelec · b8 černý věž · a7 černý střelec · a6 bílý věž · d6 bílý jezdec · b5 bílý věž · h5 černý věž · c4 bílý pěšec · d4 černý pěšec · g4 černý pěšec · b3 bílý pěšec · c3 černý král · d3 bílý pěšec · f3 bílý dáma · g3 černý pěšec · a2 bílý střelec · c2 bílý jezdec · e2 bílý pěšec · g2 černý pěšec · b1 černý jezdec · c1 bílý král · g1 bílý střelec · h1 černý jezdec | a8 černý střelec · b8 černý věž · a7 černý střelec · a6 bílý věž · d6 bílý jezdec · b5 bílý věž · h5 černý věž · c4 bílý pěšec · d4 černý pěšec · g4 černý pěšec · b3 bílý pěšec · c3 černý král · d3 bílý pěšec · f3 bílý dáma · g3 černý pěšec · a2 bílý střelec · c2 bílý jezdec · e2 bílý pěšec · g2 černý pěšec · b1 černý jezdec · c1 bílý král · g1 bílý střelec · h1 černý jezdec | a8 černý střelec · b8 černý věž · a7 černý střelec · a6 bílý věž · d6 bílý jezdec · b5 bílý věž · h5 černý věž · c4 bílý pěšec · d4 černý pěšec · g4 černý pěšec · b3 bílý pěšec · c3 černý král · d3 bílý pěšec · f3 bílý dáma · g3 černý pěšec · a2 bílý střelec · c2 bílý jezdec · e2 bílý pěšec · g2 černý pěšec · b1 černý jezdec · c1 bílý král · g1 bílý střelec · h1 černý jezdec | a8 černý střelec · b8 černý věž · a7 černý střelec · a6 bílý věž · d6 bílý jezdec · b5 bílý věž · h5 černý věž · c4 bílý pěšec · d4 černý pěšec · g4 černý pěšec · b3 bílý pěšec · c3 černý král · d3 bílý pěšec · f3 bílý dáma · g3 černý pěšec · a2 bílý střelec · c2 bílý jezdec · e2 bílý pěšec · g2 černý pěšec · b1 černý jezdec · c1 bílý král · g1 bílý střelec · h1 černý jezdec | a8 černý střelec · b8 černý věž · a7 černý střelec · a6 bílý věž · d6 bílý jezdec · b5 bílý věž · h5 černý věž · c4 bílý pěšec · d4 černý pěšec · g4 černý pěšec · b3 bílý pěšec · c3 černý král · d3 bílý pěšec · f3 bílý dáma · g3 černý pěšec · a2 bílý střelec · c2 bílý jezdec · e2 bílý pěšec · g2 černý pěšec · b1 černý jezdec · c1 bílý král · g1 bílý střelec · h1 černý jezdec | a8 černý střelec · b8 černý věž · a7 černý střelec · a6 bílý věž · d6 bílý jezdec · b5 bílý věž · h5 černý věž · c4 bílý pěšec · d4 černý pěšec · g4 černý pěšec · b3 bílý pěšec · c3 černý král · d3 bílý pěšec · f3 bílý dáma · g3 černý pěšec · a2 bílý střelec · c2 bílý jezdec · e2 bílý pěšec · g2 černý pěšec · b1 černý jezdec · c1 bílý král · g1 bílý střelec · h1 černý jezdec | 4 |
| 3 | a8 černý střelec · b8 černý věž · a7 černý střelec · a6 bílý věž · d6 bílý jezdec · b5 bílý věž · h5 černý věž · c4 bílý pěšec · d4 černý pěšec · g4 černý pěšec · b3 bílý pěšec · c3 černý král · d3 bílý pěšec · f3 bílý dáma · g3 černý pěšec · a2 bílý střelec · c2 bílý jezdec · e2 bílý pěšec · g2 černý pěšec · b1 černý jezdec · c1 bílý král · g1 bílý střelec · h1 černý jezdec | a8 černý střelec · b8 černý věž · a7 černý střelec · a6 bílý věž · d6 bílý jezdec · b5 bílý věž · h5 černý věž · c4 bílý pěšec · d4 černý pěšec · g4 černý pěšec · b3 bílý pěšec · c3 černý král · d3 bílý pěšec · f3 bílý dáma · g3 černý pěšec · a2 bílý střelec · c2 bílý jezdec · e2 bílý pěšec · g2 černý pěšec · b1 černý jezdec · c1 bílý král · g1 bílý střelec · h1 černý jezdec | a8 černý střelec · b8 černý věž · a7 černý střelec · a6 bílý věž · d6 bílý jezdec · b5 bílý věž · h5 černý věž · c4 bílý pěšec · d4 černý pěšec · g4 černý pěšec · b3 bílý pěšec · c3 černý král · d3 bílý pěšec · f3 bílý dáma · g3 černý pěšec · a2 bílý střelec · c2 bílý jezdec · e2 bílý pěšec · g2 černý pěšec · b1 černý jezdec · c1 bílý král · g1 bílý střelec · h1 černý jezdec | a8 černý střelec · b8 černý věž · a7 černý střelec · a6 bílý věž · d6 bílý jezdec · b5 bílý věž · h5 černý věž · c4 bílý pěšec · d4 černý pěšec · g4 černý pěšec · b3 bílý pěšec · c3 černý král · d3 bílý pěšec · f3 bílý dáma · g3 černý pěšec · a2 bílý střelec · c2 bílý jezdec · e2 bílý pěšec · g2 černý pěšec · b1 černý jezdec · c1 bílý král · g1 bílý střelec · h1 černý jezdec | a8 černý střelec · b8 černý věž · a7 černý střelec · a6 bílý věž · d6 bílý jezdec · b5 bílý věž · h5 černý věž · c4 bílý pěšec · d4 černý pěšec · g4 černý pěšec · b3 bílý pěšec · c3 černý král · d3 bílý pěšec · f3 bílý dáma · g3 černý pěšec · a2 bílý střelec · c2 bílý jezdec · e2 bílý pěšec · g2 černý pěšec · b1 černý jezdec · c1 bílý král · g1 bílý střelec · h1 černý jezdec | a8 černý střelec · b8 černý věž · a7 černý střelec · a6 bílý věž · d6 bílý jezdec · b5 bílý věž · h5 černý věž · c4 bílý pěšec · d4 černý pěšec · g4 černý pěšec · b3 bílý pěšec · c3 černý král · d3 bílý pěšec · f3 bílý dáma · g3 černý pěšec · a2 bílý střelec · c2 bílý jezdec · e2 bílý pěšec · g2 černý pěšec · b1 černý jezdec · c1 bílý král · g1 bílý střelec · h1 černý jezdec | a8 černý střelec · b8 černý věž · a7 černý střelec · a6 bílý věž · d6 bílý jezdec · b5 bílý věž · h5 černý věž · c4 bílý pěšec · d4 černý pěšec · g4 černý pěšec · b3 bílý pěšec · c3 černý král · d3 bílý pěšec · f3 bílý dáma · g3 černý pěšec · a2 bílý střelec · c2 bílý jezdec · e2 bílý pěšec · g2 černý pěšec · b1 černý jezdec · c1 bílý král · g1 bílý střelec · h1 černý jezdec | a8 černý střelec · b8 černý věž · a7 černý střelec · a6 bílý věž · d6 bílý jezdec · b5 bílý věž · h5 černý věž · c4 bílý pěšec · d4 černý pěšec · g4 černý pěšec · b3 bílý pěšec · c3 černý král · d3 bílý pěšec · f3 bílý dáma · g3 černý pěšec · a2 bílý střelec · c2 bílý jezdec · e2 bílý pěšec · g2 černý pěšec · b1 černý jezdec · c1 bílý král · g1 bílý střelec · h1 černý jezdec | 3 |
| 2 | a8 černý střelec · b8 černý věž · a7 černý střelec · a6 bílý věž · d6 bílý jezdec · b5 bílý věž · h5 černý věž · c4 bílý pěšec · d4 černý pěšec · g4 černý pěšec · b3 bílý pěšec · c3 černý král · d3 bílý pěšec · f3 bílý dáma · g3 černý pěšec · a2 bílý střelec · c2 bílý jezdec · e2 bílý pěšec · g2 černý pěšec · b1 černý jezdec · c1 bílý král · g1 bílý střelec · h1 černý jezdec | a8 černý střelec · b8 černý věž · a7 černý střelec · a6 bílý věž · d6 bílý jezdec · b5 bílý věž · h5 černý věž · c4 bílý pěšec · d4 černý pěšec · g4 černý pěšec · b3 bílý pěšec · c3 černý král · d3 bílý pěšec · f3 bílý dáma · g3 černý pěšec · a2 bílý střelec · c2 bílý jezdec · e2 bílý pěšec · g2 černý pěšec · b1 černý jezdec · c1 bílý král · g1 bílý střelec · h1 černý jezdec | a8 černý střelec · b8 černý věž · a7 černý střelec · a6 bílý věž · d6 bílý jezdec · b5 bílý věž · h5 černý věž · c4 bílý pěšec · d4 černý pěšec · g4 černý pěšec · b3 bílý pěšec · c3 černý král · d3 bílý pěšec · f3 bílý dáma · g3 černý pěšec · a2 bílý střelec · c2 bílý jezdec · e2 bílý pěšec · g2 černý pěšec · b1 černý jezdec · c1 bílý král · g1 bílý střelec · h1 černý jezdec | a8 černý střelec · b8 černý věž · a7 černý střelec · a6 bílý věž · d6 bílý jezdec · b5 bílý věž · h5 černý věž · c4 bílý pěšec · d4 černý pěšec · g4 černý pěšec · b3 bílý pěšec · c3 černý král · d3 bílý pěšec · f3 bílý dáma · g3 černý pěšec · a2 bílý střelec · c2 bílý jezdec · e2 bílý pěšec · g2 černý pěšec · b1 černý jezdec · c1 bílý král · g1 bílý střelec · h1 černý jezdec | a8 černý střelec · b8 černý věž · a7 černý střelec · a6 bílý věž · d6 bílý jezdec · b5 bílý věž · h5 černý věž · c4 bílý pěšec · d4 černý pěšec · g4 černý pěšec · b3 bílý pěšec · c3 černý král · d3 bílý pěšec · f3 bílý dáma · g3 černý pěšec · a2 bílý střelec · c2 bílý jezdec · e2 bílý pěšec · g2 černý pěšec · b1 černý jezdec · c1 bílý král · g1 bílý střelec · h1 černý jezdec | a8 černý střelec · b8 černý věž · a7 černý střelec · a6 bílý věž · d6 bílý jezdec · b5 bílý věž · h5 černý věž · c4 bílý pěšec · d4 černý pěšec · g4 černý pěšec · b3 bílý pěšec · c3 černý král · d3 bílý pěšec · f3 bílý dáma · g3 černý pěšec · a2 bílý střelec · c2 bílý jezdec · e2 bílý pěšec · g2 černý pěšec · b1 černý jezdec · c1 bílý král · g1 bílý střelec · h1 černý jezdec | a8 černý střelec · b8 černý věž · a7 černý střelec · a6 bílý věž · d6 bílý jezdec · b5 bílý věž · h5 černý věž · c4 bílý pěšec · d4 černý pěšec · g4 černý pěšec · b3 bílý pěšec · c3 černý král · d3 bílý pěšec · f3 bílý dáma · g3 černý pěšec · a2 bílý střelec · c2 bílý jezdec · e2 bílý pěšec · g2 černý pěšec · b1 černý jezdec · c1 bílý král · g1 bílý střelec · h1 černý jezdec | a8 černý střelec · b8 černý věž · a7 černý střelec · a6 bílý věž · d6 bílý jezdec · b5 bílý věž · h5 černý věž · c4 bílý pěšec · d4 černý pěšec · g4 černý pěšec · b3 bílý pěšec · c3 černý král · d3 bílý pěšec · f3 bílý dáma · g3 černý pěšec · a2 bílý střelec · c2 bílý jezdec · e2 bílý pěšec · g2 černý pěšec · b1 černý jezdec · c1 bílý král · g1 bílý střelec · h1 černý jezdec | 2 |
| 1 | a8 černý střelec · b8 černý věž · a7 černý střelec · a6 bílý věž · d6 bílý jezdec · b5 bílý věž · h5 černý věž · c4 bílý pěšec · d4 černý pěšec · g4 černý pěšec · b3 bílý pěšec · c3 černý král · d3 bílý pěšec · f3 bílý dáma · g3 černý pěšec · a2 bílý střelec · c2 bílý jezdec · e2 bílý pěšec · g2 černý pěšec · b1 černý jezdec · c1 bílý král · g1 bílý střelec · h1 černý jezdec | a8 černý střelec · b8 černý věž · a7 černý střelec · a6 bílý věž · d6 bílý jezdec · b5 bílý věž · h5 černý věž · c4 bílý pěšec · d4 černý pěšec · g4 černý pěšec · b3 bílý pěšec · c3 černý král · d3 bílý pěšec · f3 bílý dáma · g3 černý pěšec · a2 bílý střelec · c2 bílý jezdec · e2 bílý pěšec · g2 černý pěšec · b1 černý jezdec · c1 bílý král · g1 bílý střelec · h1 černý jezdec | a8 černý střelec · b8 černý věž · a7 černý střelec · a6 bílý věž · d6 bílý jezdec · b5 bílý věž · h5 černý věž · c4 bílý pěšec · d4 černý pěšec · g4 černý pěšec · b3 bílý pěšec · c3 černý král · d3 bílý pěšec · f3 bílý dáma · g3 černý pěšec · a2 bílý střelec · c2 bílý jezdec · e2 bílý pěšec · g2 černý pěšec · b1 černý jezdec · c1 bílý král · g1 bílý střelec · h1 černý jezdec | a8 černý střelec · b8 černý věž · a7 černý střelec · a6 bílý věž · d6 bílý jezdec · b5 bílý věž · h5 černý věž · c4 bílý pěšec · d4 černý pěšec · g4 černý pěšec · b3 bílý pěšec · c3 černý král · d3 bílý pěšec · f3 bílý dáma · g3 černý pěšec · a2 bílý střelec · c2 bílý jezdec · e2 bílý pěšec · g2 černý pěšec · b1 černý jezdec · c1 bílý král · g1 bílý střelec · h1 černý jezdec | a8 černý střelec · b8 černý věž · a7 černý střelec · a6 bílý věž · d6 bílý jezdec · b5 bílý věž · h5 černý věž · c4 bílý pěšec · d4 černý pěšec · g4 černý pěšec · b3 bílý pěšec · c3 černý král · d3 bílý pěšec · f3 bílý dáma · g3 černý pěšec · a2 bílý střelec · c2 bílý jezdec · e2 bílý pěšec · g2 černý pěšec · b1 černý jezdec · c1 bílý král · g1 bílý střelec · h1 černý jezdec | a8 černý střelec · b8 černý věž · a7 černý střelec · a6 bílý věž · d6 bílý jezdec · b5 bílý věž · h5 černý věž · c4 bílý pěšec · d4 černý pěšec · g4 černý pěšec · b3 bílý pěšec · c3 černý král · d3 bílý pěšec · f3 bílý dáma · g3 černý pěšec · a2 bílý střelec · c2 bílý jezdec · e2 bílý pěšec · g2 černý pěšec · b1 černý jezdec · c1 bílý král · g1 bílý střelec · h1 černý jezdec | a8 černý střelec · b8 černý věž · a7 černý střelec · a6 bílý věž · d6 bílý jezdec · b5 bílý věž · h5 černý věž · c4 bílý pěšec · d4 černý pěšec · g4 černý pěšec · b3 bílý pěšec · c3 černý král · d3 bílý pěšec · f3 bílý dáma · g3 černý pěšec · a2 bílý střelec · c2 bílý jezdec · e2 bílý pěšec · g2 černý pěšec · b1 černý jezdec · c1 bílý král · g1 bílý střelec · h1 černý jezdec | a8 černý střelec · b8 černý věž · a7 černý střelec · a6 bílý věž · d6 bílý jezdec · b5 bílý věž · h5 černý věž · c4 bílý pěšec · d4 černý pěšec · g4 černý pěšec · b3 bílý pěšec · c3 černý král · d3 bílý pěšec · f3 bílý dáma · g3 černý pěšec · a2 bílý střelec · c2 bílý jezdec · e2 bílý pěšec · g2 černý pěšec · b1 černý jezdec · c1 bílý král · g1 bílý střelec · h1 černý jezdec | 1 |
|   | a | b | c | d | e | f | g | h |   |

Úloha, zobrazená na dalším diagramu vpravo, patří mezi velmi známé šachové úlohy. Obsahuje šest možných Novotného interferencí. Jejím autorem je R. C. O. Matthews, který ji publikoval roku 1957 v British Chess Magazine a získal cenu Briana Harleye. Jedná se o mat 3. tahem.
K řešení vede tah 1. b4 (s hrozbou 2. Sxb1 a 3. Va3#). Černému se nabízí šest tematicky spojených možností obrany, přičemž na každou z nich bílý ve druhém tahu zareaguje Novotného interferencí.
- 1. … Sb6 (s hrozbou 2. … Sa5, čímž by zabránil bílé věži dostat se na pole a3), na což bílý reaguje 2. Vd5. Tím blokuje černého věž na h5 i střelce na a8, a zároveň hrozí tahem 3. Jb5# nebo 3. Je4#. Černý může jednomu z těchto matů zabránit odebráním věže na d5, ale nikoliv oběma, protože jeho figury spolu navzájem interferují. Po 2. … Vxd5 následuje 3. Je4# a po 2. … Sxd5 bílý matuje 3. Jb5#.
- 1. … Vbxb5 (s hrozbou 2. … Va5, čímž by opět zabránil bílé věži dostat se na pole a3). Bílý nyní může hrát 2. Dd5 se stejnými interferencemi a hrozbami, které by následovaly po 1. … Sb6.
- 1. … Sc5 (s hrozbou 2. … Sxb4, čímž by mohl bránit pole a3), na což bílý reaguje 2. Vb7. Tímto tahem interferuje se střelcem na a8 a s věží na b8, což vede ke stejným hrozbám a srovnatelným situacím jako po tahu 1. … Sb6. V případě, že černý zahraje 2. … Sxd6, bude následovat mat 3. Sxd4#.
- 1. … Sb7 (s hrozbou odebrání bílé věže, která hrozí dát černému mat). Nyní bílý může hrát 2. Vc5, čímž interferuje se střelcem na a7 a věží na h5 a hrozí tahy 3. Jb5# nebo 3. Sxd4#. Podobně jako v předchozích případech, i zde by odebrání figury na c5 zastavilo jednu z těchto hrozeb, ale ne obě.
- 1. … Sd5 (s hrozbou 2. … Sxc4, po čemž by černý mohl pokrýt hrozbu 3. Va3 tahem 3. … Sb3). V tomto případě bílý zahraje 2. Vbb6 se stejnými hrozbami a variantami, jaké by následovaly po 1. … Sb7.
- 1. … Vhxb5 (s hrozbou zdržení útoku bílého tahem 2. … Va5). Bílý hraje 2. Vb6, opět se stejnými hrozbami a variantami jako po 1. … Sb7.

Ve čtyřech z těchto šesti případů interferuje věž z pole b5, která tak současně uvolňuje pole b5, aby odtud mohl matovat bílý jezdec. Ve zbývajících dvou variantách je věž odebrána, takže interferovat nemůže. To ovšem zároveň znamená, že pole b5 již není třeba pro bílého jezdce uvolňovat (jezdec zde jednoduše odebere černou figuru). Proto si Novotného interferenci může vzít na starosti jiná bílá figura. (Kromě výše uvedených variant je v úloze ještě jedna, netematická, možnost černého obrany: 1. … Jd2 s hrozbou nepříjemného šachu na b3. Tento tah však umožní útok věží 2. Va3+ Jb3+ 3. Vxb3#.)

### Novotného interference jako součást rozsáhlejšího schématu
|   | a | b | c | d | e | f | g | h |   |
| 8 | a8 černý střelec · b8 černý střelec · g8 černý dáma · a7 bílý střelec · d7 černý věž · e6 černý pěšec · g5 černý jezdec · c4 bílý jezdec · g4 bílý věž · h4 černý pěšec · a3 černý pěšec · f3 černý král · a2 bílý král · d2 černý pěšec · g2 bílý věž · h2 bílý dáma | a8 černý střelec · b8 černý střelec · g8 černý dáma · a7 bílý střelec · d7 černý věž · e6 černý pěšec · g5 černý jezdec · c4 bílý jezdec · g4 bílý věž · h4 černý pěšec · a3 černý pěšec · f3 černý král · a2 bílý král · d2 černý pěšec · g2 bílý věž · h2 bílý dáma | a8 černý střelec · b8 černý střelec · g8 černý dáma · a7 bílý střelec · d7 černý věž · e6 černý pěšec · g5 černý jezdec · c4 bílý jezdec · g4 bílý věž · h4 černý pěšec · a3 černý pěšec · f3 černý král · a2 bílý král · d2 černý pěšec · g2 bílý věž · h2 bílý dáma | a8 černý střelec · b8 černý střelec · g8 černý dáma · a7 bílý střelec · d7 černý věž · e6 černý pěšec · g5 černý jezdec · c4 bílý jezdec · g4 bílý věž · h4 černý pěšec · a3 černý pěšec · f3 černý král · a2 bílý král · d2 černý pěšec · g2 bílý věž · h2 bílý dáma | a8 černý střelec · b8 černý střelec · g8 černý dáma · a7 bílý střelec · d7 černý věž · e6 černý pěšec · g5 černý jezdec · c4 bílý jezdec · g4 bílý věž · h4 černý pěšec · a3 černý pěšec · f3 černý král · a2 bílý král · d2 černý pěšec · g2 bílý věž · h2 bílý dáma | a8 černý střelec · b8 černý střelec · g8 černý dáma · a7 bílý střelec · d7 černý věž · e6 černý pěšec · g5 černý jezdec · c4 bílý jezdec · g4 bílý věž · h4 černý pěšec · a3 černý pěšec · f3 černý král · a2 bílý král · d2 černý pěšec · g2 bílý věž · h2 bílý dáma | a8 černý střelec · b8 černý střelec · g8 černý dáma · a7 bílý střelec · d7 černý věž · e6 černý pěšec · g5 černý jezdec · c4 bílý jezdec · g4 bílý věž · h4 černý pěšec · a3 černý pěšec · f3 černý král · a2 bílý král · d2 černý pěšec · g2 bílý věž · h2 bílý dáma | a8 černý střelec · b8 černý střelec · g8 černý dáma · a7 bílý střelec · d7 černý věž · e6 černý pěšec · g5 černý jezdec · c4 bílý jezdec · g4 bílý věž · h4 černý pěšec · a3 černý pěšec · f3 černý král · a2 bílý král · d2 černý pěšec · g2 bílý věž · h2 bílý dáma | 8 |
| 7 | a8 černý střelec · b8 černý střelec · g8 černý dáma · a7 bílý střelec · d7 černý věž · e6 černý pěšec · g5 černý jezdec · c4 bílý jezdec · g4 bílý věž · h4 černý pěšec · a3 černý pěšec · f3 černý král · a2 bílý král · d2 černý pěšec · g2 bílý věž · h2 bílý dáma | a8 černý střelec · b8 černý střelec · g8 černý dáma · a7 bílý střelec · d7 černý věž · e6 černý pěšec · g5 černý jezdec · c4 bílý jezdec · g4 bílý věž · h4 černý pěšec · a3 černý pěšec · f3 černý král · a2 bílý král · d2 černý pěšec · g2 bílý věž · h2 bílý dáma | a8 černý střelec · b8 černý střelec · g8 černý dáma · a7 bílý střelec · d7 černý věž · e6 černý pěšec · g5 černý jezdec · c4 bílý jezdec · g4 bílý věž · h4 černý pěšec · a3 černý pěšec · f3 černý král · a2 bílý král · d2 černý pěšec · g2 bílý věž · h2 bílý dáma | a8 černý střelec · b8 černý střelec · g8 černý dáma · a7 bílý střelec · d7 černý věž · e6 černý pěšec · g5 černý jezdec · c4 bílý jezdec · g4 bílý věž · h4 černý pěšec · a3 černý pěšec · f3 černý král · a2 bílý král · d2 černý pěšec · g2 bílý věž · h2 bílý dáma | a8 černý střelec · b8 černý střelec · g8 černý dáma · a7 bílý střelec · d7 černý věž · e6 černý pěšec · g5 černý jezdec · c4 bílý jezdec · g4 bílý věž · h4 černý pěšec · a3 černý pěšec · f3 černý král · a2 bílý král · d2 černý pěšec · g2 bílý věž · h2 bílý dáma | a8 černý střelec · b8 černý střelec · g8 černý dáma · a7 bílý střelec · d7 černý věž · e6 černý pěšec · g5 černý jezdec · c4 bílý jezdec · g4 bílý věž · h4 černý pěšec · a3 černý pěšec · f3 černý král · a2 bílý král · d2 černý pěšec · g2 bílý věž · h2 bílý dáma | a8 černý střelec · b8 černý střelec · g8 černý dáma · a7 bílý střelec · d7 černý věž · e6 černý pěšec · g5 černý jezdec · c4 bílý jezdec · g4 bílý věž · h4 černý pěšec · a3 černý pěšec · f3 černý král · a2 bílý král · d2 černý pěšec · g2 bílý věž · h2 bílý dáma | a8 černý střelec · b8 černý střelec · g8 černý dáma · a7 bílý střelec · d7 černý věž · e6 černý pěšec · g5 černý jezdec · c4 bílý jezdec · g4 bílý věž · h4 černý pěšec · a3 černý pěšec · f3 černý král · a2 bílý král · d2 černý pěšec · g2 bílý věž · h2 bílý dáma | 7 |
| 6 | a8 černý střelec · b8 černý střelec · g8 černý dáma · a7 bílý střelec · d7 černý věž · e6 černý pěšec · g5 černý jezdec · c4 bílý jezdec · g4 bílý věž · h4 černý pěšec · a3 černý pěšec · f3 černý král · a2 bílý král · d2 černý pěšec · g2 bílý věž · h2 bílý dáma | a8 černý střelec · b8 černý střelec · g8 černý dáma · a7 bílý střelec · d7 černý věž · e6 černý pěšec · g5 černý jezdec · c4 bílý jezdec · g4 bílý věž · h4 černý pěšec · a3 černý pěšec · f3 černý král · a2 bílý král · d2 černý pěšec · g2 bílý věž · h2 bílý dáma | a8 černý střelec · b8 černý střelec · g8 černý dáma · a7 bílý střelec · d7 černý věž · e6 černý pěšec · g5 černý jezdec · c4 bílý jezdec · g4 bílý věž · h4 černý pěšec · a3 černý pěšec · f3 černý král · a2 bílý král · d2 černý pěšec · g2 bílý věž · h2 bílý dáma | a8 černý střelec · b8 černý střelec · g8 černý dáma · a7 bílý střelec · d7 černý věž · e6 černý pěšec · g5 černý jezdec · c4 bílý jezdec · g4 bílý věž · h4 černý pěšec · a3 černý pěšec · f3 černý král · a2 bílý král · d2 černý pěšec · g2 bílý věž · h2 bílý dáma | a8 černý střelec · b8 černý střelec · g8 černý dáma · a7 bílý střelec · d7 černý věž · e6 černý pěšec · g5 černý jezdec · c4 bílý jezdec · g4 bílý věž · h4 černý pěšec · a3 černý pěšec · f3 černý král · a2 bílý král · d2 černý pěšec · g2 bílý věž · h2 bílý dáma | a8 černý střelec · b8 černý střelec · g8 černý dáma · a7 bílý střelec · d7 černý věž · e6 černý pěšec · g5 černý jezdec · c4 bílý jezdec · g4 bílý věž · h4 černý pěšec · a3 černý pěšec · f3 černý král · a2 bílý král · d2 černý pěšec · g2 bílý věž · h2 bílý dáma | a8 černý střelec · b8 černý střelec · g8 černý dáma · a7 bílý střelec · d7 černý věž · e6 černý pěšec · g5 černý jezdec · c4 bílý jezdec · g4 bílý věž · h4 černý pěšec · a3 černý pěšec · f3 černý král · a2 bílý král · d2 černý pěšec · g2 bílý věž · h2 bílý dáma | a8 černý střelec · b8 černý střelec · g8 černý dáma · a7 bílý střelec · d7 černý věž · e6 černý pěšec · g5 černý jezdec · c4 bílý jezdec · g4 bílý věž · h4 černý pěšec · a3 černý pěšec · f3 černý král · a2 bílý král · d2 černý pěšec · g2 bílý věž · h2 bílý dáma | 6 |
| 5 | a8 černý střelec · b8 černý střelec · g8 černý dáma · a7 bílý střelec · d7 černý věž · e6 černý pěšec · g5 černý jezdec · c4 bílý jezdec · g4 bílý věž · h4 černý pěšec · a3 černý pěšec · f3 černý král · a2 bílý král · d2 černý pěšec · g2 bílý věž · h2 bílý dáma | a8 černý střelec · b8 černý střelec · g8 černý dáma · a7 bílý střelec · d7 černý věž · e6 černý pěšec · g5 černý jezdec · c4 bílý jezdec · g4 bílý věž · h4 černý pěšec · a3 černý pěšec · f3 černý král · a2 bílý král · d2 černý pěšec · g2 bílý věž · h2 bílý dáma | a8 černý střelec · b8 černý střelec · g8 černý dáma · a7 bílý střelec · d7 černý věž · e6 černý pěšec · g5 černý jezdec · c4 bílý jezdec · g4 bílý věž · h4 černý pěšec · a3 černý pěšec · f3 černý král · a2 bílý král · d2 černý pěšec · g2 bílý věž · h2 bílý dáma | a8 černý střelec · b8 černý střelec · g8 černý dáma · a7 bílý střelec · d7 černý věž · e6 černý pěšec · g5 černý jezdec · c4 bílý jezdec · g4 bílý věž · h4 černý pěšec · a3 černý pěšec · f3 černý král · a2 bílý král · d2 černý pěšec · g2 bílý věž · h2 bílý dáma | a8 černý střelec · b8 černý střelec · g8 černý dáma · a7 bílý střelec · d7 černý věž · e6 černý pěšec · g5 černý jezdec · c4 bílý jezdec · g4 bílý věž · h4 černý pěšec · a3 černý pěšec · f3 černý král · a2 bílý král · d2 černý pěšec · g2 bílý věž · h2 bílý dáma | a8 černý střelec · b8 černý střelec · g8 černý dáma · a7 bílý střelec · d7 černý věž · e6 černý pěšec · g5 černý jezdec · c4 bílý jezdec · g4 bílý věž · h4 černý pěšec · a3 černý pěšec · f3 černý král · a2 bílý král · d2 černý pěšec · g2 bílý věž · h2 bílý dáma | a8 černý střelec · b8 černý střelec · g8 černý dáma · a7 bílý střelec · d7 černý věž · e6 černý pěšec · g5 černý jezdec · c4 bílý jezdec · g4 bílý věž · h4 černý pěšec · a3 černý pěšec · f3 černý král · a2 bílý král · d2 černý pěšec · g2 bílý věž · h2 bílý dáma | a8 černý střelec · b8 černý střelec · g8 černý dáma · a7 bílý střelec · d7 černý věž · e6 černý pěšec · g5 černý jezdec · c4 bílý jezdec · g4 bílý věž · h4 černý pěšec · a3 černý pěšec · f3 černý král · a2 bílý král · d2 černý pěšec · g2 bílý věž · h2 bílý dáma | 5 |
| 4 | a8 černý střelec · b8 černý střelec · g8 černý dáma · a7 bílý střelec · d7 černý věž · e6 černý pěšec · g5 černý jezdec · c4 bílý jezdec · g4 bílý věž · h4 černý pěšec · a3 černý pěšec · f3 černý král · a2 bílý král · d2 černý pěšec · g2 bílý věž · h2 bílý dáma | a8 černý střelec · b8 černý střelec · g8 černý dáma · a7 bílý střelec · d7 černý věž · e6 černý pěšec · g5 černý jezdec · c4 bílý jezdec · g4 bílý věž · h4 černý pěšec · a3 černý pěšec · f3 černý král · a2 bílý král · d2 černý pěšec · g2 bílý věž · h2 bílý dáma | a8 černý střelec · b8 černý střelec · g8 černý dáma · a7 bílý střelec · d7 černý věž · e6 černý pěšec · g5 černý jezdec · c4 bílý jezdec · g4 bílý věž · h4 černý pěšec · a3 černý pěšec · f3 černý král · a2 bílý král · d2 černý pěšec · g2 bílý věž · h2 bílý dáma | a8 černý střelec · b8 černý střelec · g8 černý dáma · a7 bílý střelec · d7 černý věž · e6 černý pěšec · g5 černý jezdec · c4 bílý jezdec · g4 bílý věž · h4 černý pěšec · a3 černý pěšec · f3 černý král · a2 bílý král · d2 černý pěšec · g2 bílý věž · h2 bílý dáma | a8 černý střelec · b8 černý střelec · g8 černý dáma · a7 bílý střelec · d7 černý věž · e6 černý pěšec · g5 černý jezdec · c4 bílý jezdec · g4 bílý věž · h4 černý pěšec · a3 černý pěšec · f3 černý král · a2 bílý král · d2 černý pěšec · g2 bílý věž · h2 bílý dáma | a8 černý střelec · b8 černý střelec · g8 černý dáma · a7 bílý střelec · d7 černý věž · e6 černý pěšec · g5 černý jezdec · c4 bílý jezdec · g4 bílý věž · h4 černý pěšec · a3 černý pěšec · f3 černý král · a2 bílý král · d2 černý pěšec · g2 bílý věž · h2 bílý dáma | a8 černý střelec · b8 černý střelec · g8 černý dáma · a7 bílý střelec · d7 černý věž · e6 černý pěšec · g5 černý jezdec · c4 bílý jezdec · g4 bílý věž · h4 černý pěšec · a3 černý pěšec · f3 černý král · a2 bílý král · d2 černý pěšec · g2 bílý věž · h2 bílý dáma | a8 černý střelec · b8 černý střelec · g8 černý dáma · a7 bílý střelec · d7 černý věž · e6 černý pěšec · g5 černý jezdec · c4 bílý jezdec · g4 bílý věž · h4 černý pěšec · a3 černý pěšec · f3 černý král · a2 bílý král · d2 černý pěšec · g2 bílý věž · h2 bílý dáma | 4 |
| 3 | a8 černý střelec · b8 černý střelec · g8 černý dáma · a7 bílý střelec · d7 černý věž · e6 černý pěšec · g5 černý jezdec · c4 bílý jezdec · g4 bílý věž · h4 černý pěšec · a3 černý pěšec · f3 černý král · a2 bílý král · d2 černý pěšec · g2 bílý věž · h2 bílý dáma | a8 černý střelec · b8 černý střelec · g8 černý dáma · a7 bílý střelec · d7 černý věž · e6 černý pěšec · g5 černý jezdec · c4 bílý jezdec · g4 bílý věž · h4 černý pěšec · a3 černý pěšec · f3 černý král · a2 bílý král · d2 černý pěšec · g2 bílý věž · h2 bílý dáma | a8 černý střelec · b8 černý střelec · g8 černý dáma · a7 bílý střelec · d7 černý věž · e6 černý pěšec · g5 černý jezdec · c4 bílý jezdec · g4 bílý věž · h4 černý pěšec · a3 černý pěšec · f3 černý král · a2 bílý král · d2 černý pěšec · g2 bílý věž · h2 bílý dáma | a8 černý střelec · b8 černý střelec · g8 černý dáma · a7 bílý střelec · d7 černý věž · e6 černý pěšec · g5 černý jezdec · c4 bílý jezdec · g4 bílý věž · h4 černý pěšec · a3 černý pěšec · f3 černý král · a2 bílý král · d2 černý pěšec · g2 bílý věž · h2 bílý dáma | a8 černý střelec · b8 černý střelec · g8 černý dáma · a7 bílý střelec · d7 černý věž · e6 černý pěšec · g5 černý jezdec · c4 bílý jezdec · g4 bílý věž · h4 černý pěšec · a3 černý pěšec · f3 černý král · a2 bílý král · d2 černý pěšec · g2 bílý věž · h2 bílý dáma | a8 černý střelec · b8 černý střelec · g8 černý dáma · a7 bílý střelec · d7 černý věž · e6 černý pěšec · g5 černý jezdec · c4 bílý jezdec · g4 bílý věž · h4 černý pěšec · a3 černý pěšec · f3 černý král · a2 bílý král · d2 černý pěšec · g2 bílý věž · h2 bílý dáma | a8 černý střelec · b8 černý střelec · g8 černý dáma · a7 bílý střelec · d7 černý věž · e6 černý pěšec · g5 černý jezdec · c4 bílý jezdec · g4 bílý věž · h4 černý pěšec · a3 černý pěšec · f3 černý král · a2 bílý král · d2 černý pěšec · g2 bílý věž · h2 bílý dáma | a8 černý střelec · b8 černý střelec · g8 černý dáma · a7 bílý střelec · d7 černý věž · e6 černý pěšec · g5 černý jezdec · c4 bílý jezdec · g4 bílý věž · h4 černý pěšec · a3 černý pěšec · f3 černý král · a2 bílý král · d2 černý pěšec · g2 bílý věž · h2 bílý dáma | 3 |
| 2 | a8 černý střelec · b8 černý střelec · g8 černý dáma · a7 bílý střelec · d7 černý věž · e6 černý pěšec · g5 černý jezdec · c4 bílý jezdec · g4 bílý věž · h4 černý pěšec · a3 černý pěšec · f3 černý král · a2 bílý král · d2 černý pěšec · g2 bílý věž · h2 bílý dáma | a8 černý střelec · b8 černý střelec · g8 černý dáma · a7 bílý střelec · d7 černý věž · e6 černý pěšec · g5 černý jezdec · c4 bílý jezdec · g4 bílý věž · h4 černý pěšec · a3 černý pěšec · f3 černý král · a2 bílý král · d2 černý pěšec · g2 bílý věž · h2 bílý dáma | a8 černý střelec · b8 černý střelec · g8 černý dáma · a7 bílý střelec · d7 černý věž · e6 černý pěšec · g5 černý jezdec · c4 bílý jezdec · g4 bílý věž · h4 černý pěšec · a3 černý pěšec · f3 černý král · a2 bílý král · d2 černý pěšec · g2 bílý věž · h2 bílý dáma | a8 černý střelec · b8 černý střelec · g8 černý dáma · a7 bílý střelec · d7 černý věž · e6 černý pěšec · g5 černý jezdec · c4 bílý jezdec · g4 bílý věž · h4 černý pěšec · a3 černý pěšec · f3 černý král · a2 bílý král · d2 černý pěšec · g2 bílý věž · h2 bílý dáma | a8 černý střelec · b8 černý střelec · g8 černý dáma · a7 bílý střelec · d7 černý věž · e6 černý pěšec · g5 černý jezdec · c4 bílý jezdec · g4 bílý věž · h4 černý pěšec · a3 černý pěšec · f3 černý král · a2 bílý král · d2 černý pěšec · g2 bílý věž · h2 bílý dáma | a8 černý střelec · b8 černý střelec · g8 černý dáma · a7 bílý střelec · d7 černý věž · e6 černý pěšec · g5 černý jezdec · c4 bílý jezdec · g4 bílý věž · h4 černý pěšec · a3 černý pěšec · f3 černý král · a2 bílý král · d2 černý pěšec · g2 bílý věž · h2 bílý dáma | a8 černý střelec · b8 černý střelec · g8 černý dáma · a7 bílý střelec · d7 černý věž · e6 černý pěšec · g5 černý jezdec · c4 bílý jezdec · g4 bílý věž · h4 černý pěšec · a3 černý pěšec · f3 černý král · a2 bílý král · d2 černý pěšec · g2 bílý věž · h2 bílý dáma | a8 černý střelec · b8 černý střelec · g8 černý dáma · a7 bílý střelec · d7 černý věž · e6 černý pěšec · g5 černý jezdec · c4 bílý jezdec · g4 bílý věž · h4 černý pěšec · a3 černý pěšec · f3 černý král · a2 bílý král · d2 černý pěšec · g2 bílý věž · h2 bílý dáma | 2 |
| 1 | a8 černý střelec · b8 černý střelec · g8 černý dáma · a7 bílý střelec · d7 černý věž · e6 černý pěšec · g5 černý jezdec · c4 bílý jezdec · g4 bílý věž · h4 černý pěšec · a3 černý pěšec · f3 černý král · a2 bílý král · d2 černý pěšec · g2 bílý věž · h2 bílý dáma | a8 černý střelec · b8 černý střelec · g8 černý dáma · a7 bílý střelec · d7 černý věž · e6 černý pěšec · g5 černý jezdec · c4 bílý jezdec · g4 bílý věž · h4 černý pěšec · a3 černý pěšec · f3 černý král · a2 bílý král · d2 černý pěšec · g2 bílý věž · h2 bílý dáma | a8 černý střelec · b8 černý střelec · g8 černý dáma · a7 bílý střelec · d7 černý věž · e6 černý pěšec · g5 černý jezdec · c4 bílý jezdec · g4 bílý věž · h4 černý pěšec · a3 černý pěšec · f3 černý král · a2 bílý král · d2 černý pěšec · g2 bílý věž · h2 bílý dáma | a8 černý střelec · b8 černý střelec · g8 černý dáma · a7 bílý střelec · d7 černý věž · e6 černý pěšec · g5 černý jezdec · c4 bílý jezdec · g4 bílý věž · h4 černý pěšec · a3 černý pěšec · f3 černý král · a2 bílý král · d2 černý pěšec · g2 bílý věž · h2 bílý dáma | a8 černý střelec · b8 černý střelec · g8 černý dáma · a7 bílý střelec · d7 černý věž · e6 černý pěšec · g5 černý jezdec · c4 bílý jezdec · g4 bílý věž · h4 černý pěšec · a3 černý pěšec · f3 černý král · a2 bílý král · d2 černý pěšec · g2 bílý věž · h2 bílý dáma | a8 černý střelec · b8 černý střelec · g8 černý dáma · a7 bílý střelec · d7 černý věž · e6 černý pěšec · g5 černý jezdec · c4 bílý jezdec · g4 bílý věž · h4 černý pěšec · a3 černý pěšec · f3 černý král · a2 bílý král · d2 černý pěšec · g2 bílý věž · h2 bílý dáma | a8 černý střelec · b8 černý střelec · g8 černý dáma · a7 bílý střelec · d7 černý věž · e6 černý pěšec · g5 černý jezdec · c4 bílý jezdec · g4 bílý věž · h4 černý pěšec · a3 černý pěšec · f3 černý král · a2 bílý král · d2 černý pěšec · g2 bílý věž · h2 bílý dáma | a8 černý střelec · b8 černý střelec · g8 černý dáma · a7 bílý střelec · d7 černý věž · e6 černý pěšec · g5 černý jezdec · c4 bílý jezdec · g4 bílý věž · h4 černý pěšec · a3 černý pěšec · f3 černý král · a2 bílý král · d2 černý pěšec · g2 bílý věž · h2 bílý dáma | 1 |
|   | a | b | c | d | e | f | g | h |   |

Mnoho šachových úloh obsahuje Novotného interference jako součást rozsáhlejšího schématu, jako například úloha Milana Vukčeviće (viz diagram vpravo), publikovaná roku 1976 v časopise Schach-Echo. Jedná se o mat 2. tahem. Úvodním tahem řešení je 1. Dd6, tedy Novotného interference s černou věží a střelcem na poli b8. Výsledkem je hrozba 2. Je5# nebo 2. Jxd2#. Ať černý dámu odebere věží nebo střelcem, bude vždy odebírající figura překážet té druhé, takže 1. … Vxd6 zabrání matu 2. Nxd2, ale stále bude umožňovat 2. Je5#, zatímco 1. … Sxd6 sice znemožní hrát 2. Je5, ale bílý může reagovat 2. Jxd2#. Tyhle Novotného varianty fungují jako dvojice, stejně jako čtyři další černého možné obrany v této úloze:
1. ... Vxa7 (odstraní střelce ohrožujícího pole e3) 2. Dd3#
1. ... Sxa7 (odstraní střelce ohrožujícího pole e3) 2. Df4#
1. ... e5 (váže jezdce, který v Novotného variantách dává mat) 2. Df6#
1. ... Sd5 (váže jezdce) 2. Dxa3# (tah, který v předchozích variantách k cíli nevede kvůli 2. ... Vd3)

### Novotného téma ve skutečné partii
|   | a | b | c | d | e | f | g | h |   |
| 8 | c8 černý dáma · a7 černý pěšec · b7 černý pěšec · c7 černý věž · g7 černý král · d6 černý pěšec · a5 bílý pěšec · c5 černý pěšec · d5 bílý pěšec · e5 černý pěšec · g5 černý střelec · h5 bílý střelec · c4 bílý pěšec · h4 černý jezdec · b3 bílý pěšec · h3 bílý pěšec · d2 bílý dáma · f2 bílý pěšec · h2 bílý král · g1 bílý věž | c8 černý dáma · a7 černý pěšec · b7 černý pěšec · c7 černý věž · g7 černý král · d6 černý pěšec · a5 bílý pěšec · c5 černý pěšec · d5 bílý pěšec · e5 černý pěšec · g5 černý střelec · h5 bílý střelec · c4 bílý pěšec · h4 černý jezdec · b3 bílý pěšec · h3 bílý pěšec · d2 bílý dáma · f2 bílý pěšec · h2 bílý král · g1 bílý věž | c8 černý dáma · a7 černý pěšec · b7 černý pěšec · c7 černý věž · g7 černý král · d6 černý pěšec · a5 bílý pěšec · c5 černý pěšec · d5 bílý pěšec · e5 černý pěšec · g5 černý střelec · h5 bílý střelec · c4 bílý pěšec · h4 černý jezdec · b3 bílý pěšec · h3 bílý pěšec · d2 bílý dáma · f2 bílý pěšec · h2 bílý král · g1 bílý věž | c8 černý dáma · a7 černý pěšec · b7 černý pěšec · c7 černý věž · g7 černý král · d6 černý pěšec · a5 bílý pěšec · c5 černý pěšec · d5 bílý pěšec · e5 černý pěšec · g5 černý střelec · h5 bílý střelec · c4 bílý pěšec · h4 černý jezdec · b3 bílý pěšec · h3 bílý pěšec · d2 bílý dáma · f2 bílý pěšec · h2 bílý král · g1 bílý věž | c8 černý dáma · a7 černý pěšec · b7 černý pěšec · c7 černý věž · g7 černý král · d6 černý pěšec · a5 bílý pěšec · c5 černý pěšec · d5 bílý pěšec · e5 černý pěšec · g5 černý střelec · h5 bílý střelec · c4 bílý pěšec · h4 černý jezdec · b3 bílý pěšec · h3 bílý pěšec · d2 bílý dáma · f2 bílý pěšec · h2 bílý král · g1 bílý věž | c8 černý dáma · a7 černý pěšec · b7 černý pěšec · c7 černý věž · g7 černý král · d6 černý pěšec · a5 bílý pěšec · c5 černý pěšec · d5 bílý pěšec · e5 černý pěšec · g5 černý střelec · h5 bílý střelec · c4 bílý pěšec · h4 černý jezdec · b3 bílý pěšec · h3 bílý pěšec · d2 bílý dáma · f2 bílý pěšec · h2 bílý král · g1 bílý věž | c8 černý dáma · a7 černý pěšec · b7 černý pěšec · c7 černý věž · g7 černý král · d6 černý pěšec · a5 bílý pěšec · c5 černý pěšec · d5 bílý pěšec · e5 černý pěšec · g5 černý střelec · h5 bílý střelec · c4 bílý pěšec · h4 černý jezdec · b3 bílý pěšec · h3 bílý pěšec · d2 bílý dáma · f2 bílý pěšec · h2 bílý král · g1 bílý věž | c8 černý dáma · a7 černý pěšec · b7 černý pěšec · c7 černý věž · g7 černý král · d6 černý pěšec · a5 bílý pěšec · c5 černý pěšec · d5 bílý pěšec · e5 černý pěšec · g5 černý střelec · h5 bílý střelec · c4 bílý pěšec · h4 černý jezdec · b3 bílý pěšec · h3 bílý pěšec · d2 bílý dáma · f2 bílý pěšec · h2 bílý král · g1 bílý věž | 8 |
| 7 | c8 černý dáma · a7 černý pěšec · b7 černý pěšec · c7 černý věž · g7 černý král · d6 černý pěšec · a5 bílý pěšec · c5 černý pěšec · d5 bílý pěšec · e5 černý pěšec · g5 černý střelec · h5 bílý střelec · c4 bílý pěšec · h4 černý jezdec · b3 bílý pěšec · h3 bílý pěšec · d2 bílý dáma · f2 bílý pěšec · h2 bílý král · g1 bílý věž | c8 černý dáma · a7 černý pěšec · b7 černý pěšec · c7 černý věž · g7 černý král · d6 černý pěšec · a5 bílý pěšec · c5 černý pěšec · d5 bílý pěšec · e5 černý pěšec · g5 černý střelec · h5 bílý střelec · c4 bílý pěšec · h4 černý jezdec · b3 bílý pěšec · h3 bílý pěšec · d2 bílý dáma · f2 bílý pěšec · h2 bílý král · g1 bílý věž | c8 černý dáma · a7 černý pěšec · b7 černý pěšec · c7 černý věž · g7 černý král · d6 černý pěšec · a5 bílý pěšec · c5 černý pěšec · d5 bílý pěšec · e5 černý pěšec · g5 černý střelec · h5 bílý střelec · c4 bílý pěšec · h4 černý jezdec · b3 bílý pěšec · h3 bílý pěšec · d2 bílý dáma · f2 bílý pěšec · h2 bílý král · g1 bílý věž | c8 černý dáma · a7 černý pěšec · b7 černý pěšec · c7 černý věž · g7 černý král · d6 černý pěšec · a5 bílý pěšec · c5 černý pěšec · d5 bílý pěšec · e5 černý pěšec · g5 černý střelec · h5 bílý střelec · c4 bílý pěšec · h4 černý jezdec · b3 bílý pěšec · h3 bílý pěšec · d2 bílý dáma · f2 bílý pěšec · h2 bílý král · g1 bílý věž | c8 černý dáma · a7 černý pěšec · b7 černý pěšec · c7 černý věž · g7 černý král · d6 černý pěšec · a5 bílý pěšec · c5 černý pěšec · d5 bílý pěšec · e5 černý pěšec · g5 černý střelec · h5 bílý střelec · c4 bílý pěšec · h4 černý jezdec · b3 bílý pěšec · h3 bílý pěšec · d2 bílý dáma · f2 bílý pěšec · h2 bílý král · g1 bílý věž | c8 černý dáma · a7 černý pěšec · b7 černý pěšec · c7 černý věž · g7 černý král · d6 černý pěšec · a5 bílý pěšec · c5 černý pěšec · d5 bílý pěšec · e5 černý pěšec · g5 černý střelec · h5 bílý střelec · c4 bílý pěšec · h4 černý jezdec · b3 bílý pěšec · h3 bílý pěšec · d2 bílý dáma · f2 bílý pěšec · h2 bílý král · g1 bílý věž | c8 černý dáma · a7 černý pěšec · b7 černý pěšec · c7 černý věž · g7 černý král · d6 černý pěšec · a5 bílý pěšec · c5 černý pěšec · d5 bílý pěšec · e5 černý pěšec · g5 černý střelec · h5 bílý střelec · c4 bílý pěšec · h4 černý jezdec · b3 bílý pěšec · h3 bílý pěšec · d2 bílý dáma · f2 bílý pěšec · h2 bílý král · g1 bílý věž | c8 černý dáma · a7 černý pěšec · b7 černý pěšec · c7 černý věž · g7 černý král · d6 černý pěšec · a5 bílý pěšec · c5 černý pěšec · d5 bílý pěšec · e5 černý pěšec · g5 černý střelec · h5 bílý střelec · c4 bílý pěšec · h4 černý jezdec · b3 bílý pěšec · h3 bílý pěšec · d2 bílý dáma · f2 bílý pěšec · h2 bílý král · g1 bílý věž | 7 |
| 6 | c8 černý dáma · a7 černý pěšec · b7 černý pěšec · c7 černý věž · g7 černý král · d6 černý pěšec · a5 bílý pěšec · c5 černý pěšec · d5 bílý pěšec · e5 černý pěšec · g5 černý střelec · h5 bílý střelec · c4 bílý pěšec · h4 černý jezdec · b3 bílý pěšec · h3 bílý pěšec · d2 bílý dáma · f2 bílý pěšec · h2 bílý král · g1 bílý věž | c8 černý dáma · a7 černý pěšec · b7 černý pěšec · c7 černý věž · g7 černý král · d6 černý pěšec · a5 bílý pěšec · c5 černý pěšec · d5 bílý pěšec · e5 černý pěšec · g5 černý střelec · h5 bílý střelec · c4 bílý pěšec · h4 černý jezdec · b3 bílý pěšec · h3 bílý pěšec · d2 bílý dáma · f2 bílý pěšec · h2 bílý král · g1 bílý věž | c8 černý dáma · a7 černý pěšec · b7 černý pěšec · c7 černý věž · g7 černý král · d6 černý pěšec · a5 bílý pěšec · c5 černý pěšec · d5 bílý pěšec · e5 černý pěšec · g5 černý střelec · h5 bílý střelec · c4 bílý pěšec · h4 černý jezdec · b3 bílý pěšec · h3 bílý pěšec · d2 bílý dáma · f2 bílý pěšec · h2 bílý král · g1 bílý věž | c8 černý dáma · a7 černý pěšec · b7 černý pěšec · c7 černý věž · g7 černý král · d6 černý pěšec · a5 bílý pěšec · c5 černý pěšec · d5 bílý pěšec · e5 černý pěšec · g5 černý střelec · h5 bílý střelec · c4 bílý pěšec · h4 černý jezdec · b3 bílý pěšec · h3 bílý pěšec · d2 bílý dáma · f2 bílý pěšec · h2 bílý král · g1 bílý věž | c8 černý dáma · a7 černý pěšec · b7 černý pěšec · c7 černý věž · g7 černý král · d6 černý pěšec · a5 bílý pěšec · c5 černý pěšec · d5 bílý pěšec · e5 černý pěšec · g5 černý střelec · h5 bílý střelec · c4 bílý pěšec · h4 černý jezdec · b3 bílý pěšec · h3 bílý pěšec · d2 bílý dáma · f2 bílý pěšec · h2 bílý král · g1 bílý věž | c8 černý dáma · a7 černý pěšec · b7 černý pěšec · c7 černý věž · g7 černý král · d6 černý pěšec · a5 bílý pěšec · c5 černý pěšec · d5 bílý pěšec · e5 černý pěšec · g5 černý střelec · h5 bílý střelec · c4 bílý pěšec · h4 černý jezdec · b3 bílý pěšec · h3 bílý pěšec · d2 bílý dáma · f2 bílý pěšec · h2 bílý král · g1 bílý věž | c8 černý dáma · a7 černý pěšec · b7 černý pěšec · c7 černý věž · g7 černý král · d6 černý pěšec · a5 bílý pěšec · c5 černý pěšec · d5 bílý pěšec · e5 černý pěšec · g5 černý střelec · h5 bílý střelec · c4 bílý pěšec · h4 černý jezdec · b3 bílý pěšec · h3 bílý pěšec · d2 bílý dáma · f2 bílý pěšec · h2 bílý král · g1 bílý věž | c8 černý dáma · a7 černý pěšec · b7 černý pěšec · c7 černý věž · g7 černý král · d6 černý pěšec · a5 bílý pěšec · c5 černý pěšec · d5 bílý pěšec · e5 černý pěšec · g5 černý střelec · h5 bílý střelec · c4 bílý pěšec · h4 černý jezdec · b3 bílý pěšec · h3 bílý pěšec · d2 bílý dáma · f2 bílý pěšec · h2 bílý král · g1 bílý věž | 6 |
| 5 | c8 černý dáma · a7 černý pěšec · b7 černý pěšec · c7 černý věž · g7 černý král · d6 černý pěšec · a5 bílý pěšec · c5 černý pěšec · d5 bílý pěšec · e5 černý pěšec · g5 černý střelec · h5 bílý střelec · c4 bílý pěšec · h4 černý jezdec · b3 bílý pěšec · h3 bílý pěšec · d2 bílý dáma · f2 bílý pěšec · h2 bílý král · g1 bílý věž | c8 černý dáma · a7 černý pěšec · b7 černý pěšec · c7 černý věž · g7 černý král · d6 černý pěšec · a5 bílý pěšec · c5 černý pěšec · d5 bílý pěšec · e5 černý pěšec · g5 černý střelec · h5 bílý střelec · c4 bílý pěšec · h4 černý jezdec · b3 bílý pěšec · h3 bílý pěšec · d2 bílý dáma · f2 bílý pěšec · h2 bílý král · g1 bílý věž | c8 černý dáma · a7 černý pěšec · b7 černý pěšec · c7 černý věž · g7 černý král · d6 černý pěšec · a5 bílý pěšec · c5 černý pěšec · d5 bílý pěšec · e5 černý pěšec · g5 černý střelec · h5 bílý střelec · c4 bílý pěšec · h4 černý jezdec · b3 bílý pěšec · h3 bílý pěšec · d2 bílý dáma · f2 bílý pěšec · h2 bílý král · g1 bílý věž | c8 černý dáma · a7 černý pěšec · b7 černý pěšec · c7 černý věž · g7 černý král · d6 černý pěšec · a5 bílý pěšec · c5 černý pěšec · d5 bílý pěšec · e5 černý pěšec · g5 černý střelec · h5 bílý střelec · c4 bílý pěšec · h4 černý jezdec · b3 bílý pěšec · h3 bílý pěšec · d2 bílý dáma · f2 bílý pěšec · h2 bílý král · g1 bílý věž | c8 černý dáma · a7 černý pěšec · b7 černý pěšec · c7 černý věž · g7 černý král · d6 černý pěšec · a5 bílý pěšec · c5 černý pěšec · d5 bílý pěšec · e5 černý pěšec · g5 černý střelec · h5 bílý střelec · c4 bílý pěšec · h4 černý jezdec · b3 bílý pěšec · h3 bílý pěšec · d2 bílý dáma · f2 bílý pěšec · h2 bílý král · g1 bílý věž | c8 černý dáma · a7 černý pěšec · b7 černý pěšec · c7 černý věž · g7 černý král · d6 černý pěšec · a5 bílý pěšec · c5 černý pěšec · d5 bílý pěšec · e5 černý pěšec · g5 černý střelec · h5 bílý střelec · c4 bílý pěšec · h4 černý jezdec · b3 bílý pěšec · h3 bílý pěšec · d2 bílý dáma · f2 bílý pěšec · h2 bílý král · g1 bílý věž | c8 černý dáma · a7 černý pěšec · b7 černý pěšec · c7 černý věž · g7 černý král · d6 černý pěšec · a5 bílý pěšec · c5 černý pěšec · d5 bílý pěšec · e5 černý pěšec · g5 černý střelec · h5 bílý střelec · c4 bílý pěšec · h4 černý jezdec · b3 bílý pěšec · h3 bílý pěšec · d2 bílý dáma · f2 bílý pěšec · h2 bílý král · g1 bílý věž | c8 černý dáma · a7 černý pěšec · b7 černý pěšec · c7 černý věž · g7 černý král · d6 černý pěšec · a5 bílý pěšec · c5 černý pěšec · d5 bílý pěšec · e5 černý pěšec · g5 černý střelec · h5 bílý střelec · c4 bílý pěšec · h4 černý jezdec · b3 bílý pěšec · h3 bílý pěšec · d2 bílý dáma · f2 bílý pěšec · h2 bílý král · g1 bílý věž | 5 |
| 4 | c8 černý dáma · a7 černý pěšec · b7 černý pěšec · c7 černý věž · g7 černý král · d6 černý pěšec · a5 bílý pěšec · c5 černý pěšec · d5 bílý pěšec · e5 černý pěšec · g5 černý střelec · h5 bílý střelec · c4 bílý pěšec · h4 černý jezdec · b3 bílý pěšec · h3 bílý pěšec · d2 bílý dáma · f2 bílý pěšec · h2 bílý král · g1 bílý věž | c8 černý dáma · a7 černý pěšec · b7 černý pěšec · c7 černý věž · g7 černý král · d6 černý pěšec · a5 bílý pěšec · c5 černý pěšec · d5 bílý pěšec · e5 černý pěšec · g5 černý střelec · h5 bílý střelec · c4 bílý pěšec · h4 černý jezdec · b3 bílý pěšec · h3 bílý pěšec · d2 bílý dáma · f2 bílý pěšec · h2 bílý král · g1 bílý věž | c8 černý dáma · a7 černý pěšec · b7 černý pěšec · c7 černý věž · g7 černý král · d6 černý pěšec · a5 bílý pěšec · c5 černý pěšec · d5 bílý pěšec · e5 černý pěšec · g5 černý střelec · h5 bílý střelec · c4 bílý pěšec · h4 černý jezdec · b3 bílý pěšec · h3 bílý pěšec · d2 bílý dáma · f2 bílý pěšec · h2 bílý král · g1 bílý věž | c8 černý dáma · a7 černý pěšec · b7 černý pěšec · c7 černý věž · g7 černý král · d6 černý pěšec · a5 bílý pěšec · c5 černý pěšec · d5 bílý pěšec · e5 černý pěšec · g5 černý střelec · h5 bílý střelec · c4 bílý pěšec · h4 černý jezdec · b3 bílý pěšec · h3 bílý pěšec · d2 bílý dáma · f2 bílý pěšec · h2 bílý král · g1 bílý věž | c8 černý dáma · a7 černý pěšec · b7 černý pěšec · c7 černý věž · g7 černý král · d6 černý pěšec · a5 bílý pěšec · c5 černý pěšec · d5 bílý pěšec · e5 černý pěšec · g5 černý střelec · h5 bílý střelec · c4 bílý pěšec · h4 černý jezdec · b3 bílý pěšec · h3 bílý pěšec · d2 bílý dáma · f2 bílý pěšec · h2 bílý král · g1 bílý věž | c8 černý dáma · a7 černý pěšec · b7 černý pěšec · c7 černý věž · g7 černý král · d6 černý pěšec · a5 bílý pěšec · c5 černý pěšec · d5 bílý pěšec · e5 černý pěšec · g5 černý střelec · h5 bílý střelec · c4 bílý pěšec · h4 černý jezdec · b3 bílý pěšec · h3 bílý pěšec · d2 bílý dáma · f2 bílý pěšec · h2 bílý král · g1 bílý věž | c8 černý dáma · a7 černý pěšec · b7 černý pěšec · c7 černý věž · g7 černý král · d6 černý pěšec · a5 bílý pěšec · c5 černý pěšec · d5 bílý pěšec · e5 černý pěšec · g5 černý střelec · h5 bílý střelec · c4 bílý pěšec · h4 černý jezdec · b3 bílý pěšec · h3 bílý pěšec · d2 bílý dáma · f2 bílý pěšec · h2 bílý král · g1 bílý věž | c8 černý dáma · a7 černý pěšec · b7 černý pěšec · c7 černý věž · g7 černý král · d6 černý pěšec · a5 bílý pěšec · c5 černý pěšec · d5 bílý pěšec · e5 černý pěšec · g5 černý střelec · h5 bílý střelec · c4 bílý pěšec · h4 černý jezdec · b3 bílý pěšec · h3 bílý pěšec · d2 bílý dáma · f2 bílý pěšec · h2 bílý král · g1 bílý věž | 4 |
| 3 | c8 černý dáma · a7 černý pěšec · b7 černý pěšec · c7 černý věž · g7 černý král · d6 černý pěšec · a5 bílý pěšec · c5 černý pěšec · d5 bílý pěšec · e5 černý pěšec · g5 černý střelec · h5 bílý střelec · c4 bílý pěšec · h4 černý jezdec · b3 bílý pěšec · h3 bílý pěšec · d2 bílý dáma · f2 bílý pěšec · h2 bílý král · g1 bílý věž | c8 černý dáma · a7 černý pěšec · b7 černý pěšec · c7 černý věž · g7 černý král · d6 černý pěšec · a5 bílý pěšec · c5 černý pěšec · d5 bílý pěšec · e5 černý pěšec · g5 černý střelec · h5 bílý střelec · c4 bílý pěšec · h4 černý jezdec · b3 bílý pěšec · h3 bílý pěšec · d2 bílý dáma · f2 bílý pěšec · h2 bílý král · g1 bílý věž | c8 černý dáma · a7 černý pěšec · b7 černý pěšec · c7 černý věž · g7 černý král · d6 černý pěšec · a5 bílý pěšec · c5 černý pěšec · d5 bílý pěšec · e5 černý pěšec · g5 černý střelec · h5 bílý střelec · c4 bílý pěšec · h4 černý jezdec · b3 bílý pěšec · h3 bílý pěšec · d2 bílý dáma · f2 bílý pěšec · h2 bílý král · g1 bílý věž | c8 černý dáma · a7 černý pěšec · b7 černý pěšec · c7 černý věž · g7 černý král · d6 černý pěšec · a5 bílý pěšec · c5 černý pěšec · d5 bílý pěšec · e5 černý pěšec · g5 černý střelec · h5 bílý střelec · c4 bílý pěšec · h4 černý jezdec · b3 bílý pěšec · h3 bílý pěšec · d2 bílý dáma · f2 bílý pěšec · h2 bílý král · g1 bílý věž | c8 černý dáma · a7 černý pěšec · b7 černý pěšec · c7 černý věž · g7 černý král · d6 černý pěšec · a5 bílý pěšec · c5 černý pěšec · d5 bílý pěšec · e5 černý pěšec · g5 černý střelec · h5 bílý střelec · c4 bílý pěšec · h4 černý jezdec · b3 bílý pěšec · h3 bílý pěšec · d2 bílý dáma · f2 bílý pěšec · h2 bílý král · g1 bílý věž | c8 černý dáma · a7 černý pěšec · b7 černý pěšec · c7 černý věž · g7 černý král · d6 černý pěšec · a5 bílý pěšec · c5 černý pěšec · d5 bílý pěšec · e5 černý pěšec · g5 černý střelec · h5 bílý střelec · c4 bílý pěšec · h4 černý jezdec · b3 bílý pěšec · h3 bílý pěšec · d2 bílý dáma · f2 bílý pěšec · h2 bílý král · g1 bílý věž | c8 černý dáma · a7 černý pěšec · b7 černý pěšec · c7 černý věž · g7 černý král · d6 černý pěšec · a5 bílý pěšec · c5 černý pěšec · d5 bílý pěšec · e5 černý pěšec · g5 černý střelec · h5 bílý střelec · c4 bílý pěšec · h4 černý jezdec · b3 bílý pěšec · h3 bílý pěšec · d2 bílý dáma · f2 bílý pěšec · h2 bílý král · g1 bílý věž | c8 černý dáma · a7 černý pěšec · b7 černý pěšec · c7 černý věž · g7 černý král · d6 černý pěšec · a5 bílý pěšec · c5 černý pěšec · d5 bílý pěšec · e5 černý pěšec · g5 černý střelec · h5 bílý střelec · c4 bílý pěšec · h4 černý jezdec · b3 bílý pěšec · h3 bílý pěšec · d2 bílý dáma · f2 bílý pěšec · h2 bílý král · g1 bílý věž | 3 |
| 2 | c8 černý dáma · a7 černý pěšec · b7 černý pěšec · c7 černý věž · g7 černý král · d6 černý pěšec · a5 bílý pěšec · c5 černý pěšec · d5 bílý pěšec · e5 černý pěšec · g5 černý střelec · h5 bílý střelec · c4 bílý pěšec · h4 černý jezdec · b3 bílý pěšec · h3 bílý pěšec · d2 bílý dáma · f2 bílý pěšec · h2 bílý král · g1 bílý věž | c8 černý dáma · a7 černý pěšec · b7 černý pěšec · c7 černý věž · g7 černý král · d6 černý pěšec · a5 bílý pěšec · c5 černý pěšec · d5 bílý pěšec · e5 černý pěšec · g5 černý střelec · h5 bílý střelec · c4 bílý pěšec · h4 černý jezdec · b3 bílý pěšec · h3 bílý pěšec · d2 bílý dáma · f2 bílý pěšec · h2 bílý král · g1 bílý věž | c8 černý dáma · a7 černý pěšec · b7 černý pěšec · c7 černý věž · g7 černý král · d6 černý pěšec · a5 bílý pěšec · c5 černý pěšec · d5 bílý pěšec · e5 černý pěšec · g5 černý střelec · h5 bílý střelec · c4 bílý pěšec · h4 černý jezdec · b3 bílý pěšec · h3 bílý pěšec · d2 bílý dáma · f2 bílý pěšec · h2 bílý král · g1 bílý věž | c8 černý dáma · a7 černý pěšec · b7 černý pěšec · c7 černý věž · g7 černý král · d6 černý pěšec · a5 bílý pěšec · c5 černý pěšec · d5 bílý pěšec · e5 černý pěšec · g5 černý střelec · h5 bílý střelec · c4 bílý pěšec · h4 černý jezdec · b3 bílý pěšec · h3 bílý pěšec · d2 bílý dáma · f2 bílý pěšec · h2 bílý král · g1 bílý věž | c8 černý dáma · a7 černý pěšec · b7 černý pěšec · c7 černý věž · g7 černý král · d6 černý pěšec · a5 bílý pěšec · c5 černý pěšec · d5 bílý pěšec · e5 černý pěšec · g5 černý střelec · h5 bílý střelec · c4 bílý pěšec · h4 černý jezdec · b3 bílý pěšec · h3 bílý pěšec · d2 bílý dáma · f2 bílý pěšec · h2 bílý král · g1 bílý věž | c8 černý dáma · a7 černý pěšec · b7 černý pěšec · c7 černý věž · g7 černý král · d6 černý pěšec · a5 bílý pěšec · c5 černý pěšec · d5 bílý pěšec · e5 černý pěšec · g5 černý střelec · h5 bílý střelec · c4 bílý pěšec · h4 černý jezdec · b3 bílý pěšec · h3 bílý pěšec · d2 bílý dáma · f2 bílý pěšec · h2 bílý král · g1 bílý věž | c8 černý dáma · a7 černý pěšec · b7 černý pěšec · c7 černý věž · g7 černý král · d6 černý pěšec · a5 bílý pěšec · c5 černý pěšec · d5 bílý pěšec · e5 černý pěšec · g5 černý střelec · h5 bílý střelec · c4 bílý pěšec · h4 černý jezdec · b3 bílý pěšec · h3 bílý pěšec · d2 bílý dáma · f2 bílý pěšec · h2 bílý král · g1 bílý věž | c8 černý dáma · a7 černý pěšec · b7 černý pěšec · c7 černý věž · g7 černý král · d6 černý pěšec · a5 bílý pěšec · c5 černý pěšec · d5 bílý pěšec · e5 černý pěšec · g5 černý střelec · h5 bílý střelec · c4 bílý pěšec · h4 černý jezdec · b3 bílý pěšec · h3 bílý pěšec · d2 bílý dáma · f2 bílý pěšec · h2 bílý král · g1 bílý věž | 2 |
| 1 | c8 černý dáma · a7 černý pěšec · b7 černý pěšec · c7 černý věž · g7 černý král · d6 černý pěšec · a5 bílý pěšec · c5 černý pěšec · d5 bílý pěšec · e5 černý pěšec · g5 černý střelec · h5 bílý střelec · c4 bílý pěšec · h4 černý jezdec · b3 bílý pěšec · h3 bílý pěšec · d2 bílý dáma · f2 bílý pěšec · h2 bílý král · g1 bílý věž | c8 černý dáma · a7 černý pěšec · b7 černý pěšec · c7 černý věž · g7 černý král · d6 černý pěšec · a5 bílý pěšec · c5 černý pěšec · d5 bílý pěšec · e5 černý pěšec · g5 černý střelec · h5 bílý střelec · c4 bílý pěšec · h4 černý jezdec · b3 bílý pěšec · h3 bílý pěšec · d2 bílý dáma · f2 bílý pěšec · h2 bílý král · g1 bílý věž | c8 černý dáma · a7 černý pěšec · b7 černý pěšec · c7 černý věž · g7 černý král · d6 černý pěšec · a5 bílý pěšec · c5 černý pěšec · d5 bílý pěšec · e5 černý pěšec · g5 černý střelec · h5 bílý střelec · c4 bílý pěšec · h4 černý jezdec · b3 bílý pěšec · h3 bílý pěšec · d2 bílý dáma · f2 bílý pěšec · h2 bílý král · g1 bílý věž | c8 černý dáma · a7 černý pěšec · b7 černý pěšec · c7 černý věž · g7 černý král · d6 černý pěšec · a5 bílý pěšec · c5 černý pěšec · d5 bílý pěšec · e5 černý pěšec · g5 černý střelec · h5 bílý střelec · c4 bílý pěšec · h4 černý jezdec · b3 bílý pěšec · h3 bílý pěšec · d2 bílý dáma · f2 bílý pěšec · h2 bílý král · g1 bílý věž | c8 černý dáma · a7 černý pěšec · b7 černý pěšec · c7 černý věž · g7 černý král · d6 černý pěšec · a5 bílý pěšec · c5 černý pěšec · d5 bílý pěšec · e5 černý pěšec · g5 černý střelec · h5 bílý střelec · c4 bílý pěšec · h4 černý jezdec · b3 bílý pěšec · h3 bílý pěšec · d2 bílý dáma · f2 bílý pěšec · h2 bílý král · g1 bílý věž | c8 černý dáma · a7 černý pěšec · b7 černý pěšec · c7 černý věž · g7 černý král · d6 černý pěšec · a5 bílý pěšec · c5 černý pěšec · d5 bílý pěšec · e5 černý pěšec · g5 černý střelec · h5 bílý střelec · c4 bílý pěšec · h4 černý jezdec · b3 bílý pěšec · h3 bílý pěšec · d2 bílý dáma · f2 bílý pěšec · h2 bílý král · g1 bílý věž | c8 černý dáma · a7 černý pěšec · b7 černý pěšec · c7 černý věž · g7 černý král · d6 černý pěšec · a5 bílý pěšec · c5 černý pěšec · d5 bílý pěšec · e5 černý pěšec · g5 černý střelec · h5 bílý střelec · c4 bílý pěšec · h4 černý jezdec · b3 bílý pěšec · h3 bílý pěšec · d2 bílý dáma · f2 bílý pěšec · h2 bílý král · g1 bílý věž | c8 černý dáma · a7 černý pěšec · b7 černý pěšec · c7 černý věž · g7 černý král · d6 černý pěšec · a5 bílý pěšec · c5 černý pěšec · d5 bílý pěšec · e5 černý pěšec · g5 černý střelec · h5 bílý střelec · c4 bílý pěšec · h4 černý jezdec · b3 bílý pěšec · h3 bílý pěšec · d2 bílý dáma · f2 bílý pěšec · h2 bílý král · g1 bílý věž | 1 |
|   | a | b | c | d | e | f | g | h |   |

Ve skutečných partiích bývá podobná situace vzácností. Jedním z těchto případů je improvizovaná partie MacDonald–Burn z roku 1900 (zobrazená na diagramu vpravo). Ve zdánlivě zoufalé pozici, kdy černý král byl na pokraji podlehnutí mocnému útoku bílých figur, Burn zahrál 33. … Dg4!! Vtip spočívá v tom, že pokud střelec nebo pěšec dámu vezmou, přeruší vazbu černého střelce bílou věží a umožní zahrát 34. … Sxd2; pokud dámu vezme věž, potom zase bílý střelec přestane ohrožovat pole f3, takže černý může zahrát vidličku 34. … Jf3+ a 35. … Jxd2. MacDonald se rozhodl dámu odebrat věží a po 15 dalších tazích vzdal.
|   | a | b | c | d | e | f | g | h |   |
| 8 | e8 černý dáma · b7 černý střelec · e7 bílý pěšec · f7 černý král · h7 černý pěšec · a6 černý věž · g6 černý pěšec · e5 bílý dáma · h5 černý jezdec · b4 bílý pěšec · d4 bílý střelec · f3 bílý pěšec · b2 bílý pěšec · g2 bílý pěšec · h2 bílý pěšec · c1 bílý věž · e1 bílý věž · h1 bílý král | e8 černý dáma · b7 černý střelec · e7 bílý pěšec · f7 černý král · h7 černý pěšec · a6 černý věž · g6 černý pěšec · e5 bílý dáma · h5 černý jezdec · b4 bílý pěšec · d4 bílý střelec · f3 bílý pěšec · b2 bílý pěšec · g2 bílý pěšec · h2 bílý pěšec · c1 bílý věž · e1 bílý věž · h1 bílý král | e8 černý dáma · b7 černý střelec · e7 bílý pěšec · f7 černý král · h7 černý pěšec · a6 černý věž · g6 černý pěšec · e5 bílý dáma · h5 černý jezdec · b4 bílý pěšec · d4 bílý střelec · f3 bílý pěšec · b2 bílý pěšec · g2 bílý pěšec · h2 bílý pěšec · c1 bílý věž · e1 bílý věž · h1 bílý král | e8 černý dáma · b7 černý střelec · e7 bílý pěšec · f7 černý král · h7 černý pěšec · a6 černý věž · g6 černý pěšec · e5 bílý dáma · h5 černý jezdec · b4 bílý pěšec · d4 bílý střelec · f3 bílý pěšec · b2 bílý pěšec · g2 bílý pěšec · h2 bílý pěšec · c1 bílý věž · e1 bílý věž · h1 bílý král | e8 černý dáma · b7 černý střelec · e7 bílý pěšec · f7 černý král · h7 černý pěšec · a6 černý věž · g6 černý pěšec · e5 bílý dáma · h5 černý jezdec · b4 bílý pěšec · d4 bílý střelec · f3 bílý pěšec · b2 bílý pěšec · g2 bílý pěšec · h2 bílý pěšec · c1 bílý věž · e1 bílý věž · h1 bílý král | e8 černý dáma · b7 černý střelec · e7 bílý pěšec · f7 černý král · h7 černý pěšec · a6 černý věž · g6 černý pěšec · e5 bílý dáma · h5 černý jezdec · b4 bílý pěšec · d4 bílý střelec · f3 bílý pěšec · b2 bílý pěšec · g2 bílý pěšec · h2 bílý pěšec · c1 bílý věž · e1 bílý věž · h1 bílý král | e8 černý dáma · b7 černý střelec · e7 bílý pěšec · f7 černý král · h7 černý pěšec · a6 černý věž · g6 černý pěšec · e5 bílý dáma · h5 černý jezdec · b4 bílý pěšec · d4 bílý střelec · f3 bílý pěšec · b2 bílý pěšec · g2 bílý pěšec · h2 bílý pěšec · c1 bílý věž · e1 bílý věž · h1 bílý král | e8 černý dáma · b7 černý střelec · e7 bílý pěšec · f7 černý král · h7 černý pěšec · a6 černý věž · g6 černý pěšec · e5 bílý dáma · h5 černý jezdec · b4 bílý pěšec · d4 bílý střelec · f3 bílý pěšec · b2 bílý pěšec · g2 bílý pěšec · h2 bílý pěšec · c1 bílý věž · e1 bílý věž · h1 bílý král | 8 |
| 7 | e8 černý dáma · b7 černý střelec · e7 bílý pěšec · f7 černý král · h7 černý pěšec · a6 černý věž · g6 černý pěšec · e5 bílý dáma · h5 černý jezdec · b4 bílý pěšec · d4 bílý střelec · f3 bílý pěšec · b2 bílý pěšec · g2 bílý pěšec · h2 bílý pěšec · c1 bílý věž · e1 bílý věž · h1 bílý král | e8 černý dáma · b7 černý střelec · e7 bílý pěšec · f7 černý král · h7 černý pěšec · a6 černý věž · g6 černý pěšec · e5 bílý dáma · h5 černý jezdec · b4 bílý pěšec · d4 bílý střelec · f3 bílý pěšec · b2 bílý pěšec · g2 bílý pěšec · h2 bílý pěšec · c1 bílý věž · e1 bílý věž · h1 bílý král | e8 černý dáma · b7 černý střelec · e7 bílý pěšec · f7 černý král · h7 černý pěšec · a6 černý věž · g6 černý pěšec · e5 bílý dáma · h5 černý jezdec · b4 bílý pěšec · d4 bílý střelec · f3 bílý pěšec · b2 bílý pěšec · g2 bílý pěšec · h2 bílý pěšec · c1 bílý věž · e1 bílý věž · h1 bílý král | e8 černý dáma · b7 černý střelec · e7 bílý pěšec · f7 černý král · h7 černý pěšec · a6 černý věž · g6 černý pěšec · e5 bílý dáma · h5 černý jezdec · b4 bílý pěšec · d4 bílý střelec · f3 bílý pěšec · b2 bílý pěšec · g2 bílý pěšec · h2 bílý pěšec · c1 bílý věž · e1 bílý věž · h1 bílý král | e8 černý dáma · b7 černý střelec · e7 bílý pěšec · f7 černý král · h7 černý pěšec · a6 černý věž · g6 černý pěšec · e5 bílý dáma · h5 černý jezdec · b4 bílý pěšec · d4 bílý střelec · f3 bílý pěšec · b2 bílý pěšec · g2 bílý pěšec · h2 bílý pěšec · c1 bílý věž · e1 bílý věž · h1 bílý král | e8 černý dáma · b7 černý střelec · e7 bílý pěšec · f7 černý král · h7 černý pěšec · a6 černý věž · g6 černý pěšec · e5 bílý dáma · h5 černý jezdec · b4 bílý pěšec · d4 bílý střelec · f3 bílý pěšec · b2 bílý pěšec · g2 bílý pěšec · h2 bílý pěšec · c1 bílý věž · e1 bílý věž · h1 bílý král | e8 černý dáma · b7 černý střelec · e7 bílý pěšec · f7 černý král · h7 černý pěšec · a6 černý věž · g6 černý pěšec · e5 bílý dáma · h5 černý jezdec · b4 bílý pěšec · d4 bílý střelec · f3 bílý pěšec · b2 bílý pěšec · g2 bílý pěšec · h2 bílý pěšec · c1 bílý věž · e1 bílý věž · h1 bílý král | e8 černý dáma · b7 černý střelec · e7 bílý pěšec · f7 černý král · h7 černý pěšec · a6 černý věž · g6 černý pěšec · e5 bílý dáma · h5 černý jezdec · b4 bílý pěšec · d4 bílý střelec · f3 bílý pěšec · b2 bílý pěšec · g2 bílý pěšec · h2 bílý pěšec · c1 bílý věž · e1 bílý věž · h1 bílý král | 7 |
| 6 | e8 černý dáma · b7 černý střelec · e7 bílý pěšec · f7 černý král · h7 černý pěšec · a6 černý věž · g6 černý pěšec · e5 bílý dáma · h5 černý jezdec · b4 bílý pěšec · d4 bílý střelec · f3 bílý pěšec · b2 bílý pěšec · g2 bílý pěšec · h2 bílý pěšec · c1 bílý věž · e1 bílý věž · h1 bílý král | e8 černý dáma · b7 černý střelec · e7 bílý pěšec · f7 černý král · h7 černý pěšec · a6 černý věž · g6 černý pěšec · e5 bílý dáma · h5 černý jezdec · b4 bílý pěšec · d4 bílý střelec · f3 bílý pěšec · b2 bílý pěšec · g2 bílý pěšec · h2 bílý pěšec · c1 bílý věž · e1 bílý věž · h1 bílý král | e8 černý dáma · b7 černý střelec · e7 bílý pěšec · f7 černý král · h7 černý pěšec · a6 černý věž · g6 černý pěšec · e5 bílý dáma · h5 černý jezdec · b4 bílý pěšec · d4 bílý střelec · f3 bílý pěšec · b2 bílý pěšec · g2 bílý pěšec · h2 bílý pěšec · c1 bílý věž · e1 bílý věž · h1 bílý král | e8 černý dáma · b7 černý střelec · e7 bílý pěšec · f7 černý král · h7 černý pěšec · a6 černý věž · g6 černý pěšec · e5 bílý dáma · h5 černý jezdec · b4 bílý pěšec · d4 bílý střelec · f3 bílý pěšec · b2 bílý pěšec · g2 bílý pěšec · h2 bílý pěšec · c1 bílý věž · e1 bílý věž · h1 bílý král | e8 černý dáma · b7 černý střelec · e7 bílý pěšec · f7 černý král · h7 černý pěšec · a6 černý věž · g6 černý pěšec · e5 bílý dáma · h5 černý jezdec · b4 bílý pěšec · d4 bílý střelec · f3 bílý pěšec · b2 bílý pěšec · g2 bílý pěšec · h2 bílý pěšec · c1 bílý věž · e1 bílý věž · h1 bílý král | e8 černý dáma · b7 černý střelec · e7 bílý pěšec · f7 černý král · h7 černý pěšec · a6 černý věž · g6 černý pěšec · e5 bílý dáma · h5 černý jezdec · b4 bílý pěšec · d4 bílý střelec · f3 bílý pěšec · b2 bílý pěšec · g2 bílý pěšec · h2 bílý pěšec · c1 bílý věž · e1 bílý věž · h1 bílý král | e8 černý dáma · b7 černý střelec · e7 bílý pěšec · f7 černý král · h7 černý pěšec · a6 černý věž · g6 černý pěšec · e5 bílý dáma · h5 černý jezdec · b4 bílý pěšec · d4 bílý střelec · f3 bílý pěšec · b2 bílý pěšec · g2 bílý pěšec · h2 bílý pěšec · c1 bílý věž · e1 bílý věž · h1 bílý král | e8 černý dáma · b7 černý střelec · e7 bílý pěšec · f7 černý král · h7 černý pěšec · a6 černý věž · g6 černý pěšec · e5 bílý dáma · h5 černý jezdec · b4 bílý pěšec · d4 bílý střelec · f3 bílý pěšec · b2 bílý pěšec · g2 bílý pěšec · h2 bílý pěšec · c1 bílý věž · e1 bílý věž · h1 bílý král | 6 |
| 5 | e8 černý dáma · b7 černý střelec · e7 bílý pěšec · f7 černý král · h7 černý pěšec · a6 černý věž · g6 černý pěšec · e5 bílý dáma · h5 černý jezdec · b4 bílý pěšec · d4 bílý střelec · f3 bílý pěšec · b2 bílý pěšec · g2 bílý pěšec · h2 bílý pěšec · c1 bílý věž · e1 bílý věž · h1 bílý král | e8 černý dáma · b7 černý střelec · e7 bílý pěšec · f7 černý král · h7 černý pěšec · a6 černý věž · g6 černý pěšec · e5 bílý dáma · h5 černý jezdec · b4 bílý pěšec · d4 bílý střelec · f3 bílý pěšec · b2 bílý pěšec · g2 bílý pěšec · h2 bílý pěšec · c1 bílý věž · e1 bílý věž · h1 bílý král | e8 černý dáma · b7 černý střelec · e7 bílý pěšec · f7 černý král · h7 černý pěšec · a6 černý věž · g6 černý pěšec · e5 bílý dáma · h5 černý jezdec · b4 bílý pěšec · d4 bílý střelec · f3 bílý pěšec · b2 bílý pěšec · g2 bílý pěšec · h2 bílý pěšec · c1 bílý věž · e1 bílý věž · h1 bílý král | e8 černý dáma · b7 černý střelec · e7 bílý pěšec · f7 černý král · h7 černý pěšec · a6 černý věž · g6 černý pěšec · e5 bílý dáma · h5 černý jezdec · b4 bílý pěšec · d4 bílý střelec · f3 bílý pěšec · b2 bílý pěšec · g2 bílý pěšec · h2 bílý pěšec · c1 bílý věž · e1 bílý věž · h1 bílý král | e8 černý dáma · b7 černý střelec · e7 bílý pěšec · f7 černý král · h7 černý pěšec · a6 černý věž · g6 černý pěšec · e5 bílý dáma · h5 černý jezdec · b4 bílý pěšec · d4 bílý střelec · f3 bílý pěšec · b2 bílý pěšec · g2 bílý pěšec · h2 bílý pěšec · c1 bílý věž · e1 bílý věž · h1 bílý král | e8 černý dáma · b7 černý střelec · e7 bílý pěšec · f7 černý král · h7 černý pěšec · a6 černý věž · g6 černý pěšec · e5 bílý dáma · h5 černý jezdec · b4 bílý pěšec · d4 bílý střelec · f3 bílý pěšec · b2 bílý pěšec · g2 bílý pěšec · h2 bílý pěšec · c1 bílý věž · e1 bílý věž · h1 bílý král | e8 černý dáma · b7 černý střelec · e7 bílý pěšec · f7 černý král · h7 černý pěšec · a6 černý věž · g6 černý pěšec · e5 bílý dáma · h5 černý jezdec · b4 bílý pěšec · d4 bílý střelec · f3 bílý pěšec · b2 bílý pěšec · g2 bílý pěšec · h2 bílý pěšec · c1 bílý věž · e1 bílý věž · h1 bílý král | e8 černý dáma · b7 černý střelec · e7 bílý pěšec · f7 černý král · h7 černý pěšec · a6 černý věž · g6 černý pěšec · e5 bílý dáma · h5 černý jezdec · b4 bílý pěšec · d4 bílý střelec · f3 bílý pěšec · b2 bílý pěšec · g2 bílý pěšec · h2 bílý pěšec · c1 bílý věž · e1 bílý věž · h1 bílý král | 5 |
| 4 | e8 černý dáma · b7 černý střelec · e7 bílý pěšec · f7 černý král · h7 černý pěšec · a6 černý věž · g6 černý pěšec · e5 bílý dáma · h5 černý jezdec · b4 bílý pěšec · d4 bílý střelec · f3 bílý pěšec · b2 bílý pěšec · g2 bílý pěšec · h2 bílý pěšec · c1 bílý věž · e1 bílý věž · h1 bílý král | e8 černý dáma · b7 černý střelec · e7 bílý pěšec · f7 černý král · h7 černý pěšec · a6 černý věž · g6 černý pěšec · e5 bílý dáma · h5 černý jezdec · b4 bílý pěšec · d4 bílý střelec · f3 bílý pěšec · b2 bílý pěšec · g2 bílý pěšec · h2 bílý pěšec · c1 bílý věž · e1 bílý věž · h1 bílý král | e8 černý dáma · b7 černý střelec · e7 bílý pěšec · f7 černý král · h7 černý pěšec · a6 černý věž · g6 černý pěšec · e5 bílý dáma · h5 černý jezdec · b4 bílý pěšec · d4 bílý střelec · f3 bílý pěšec · b2 bílý pěšec · g2 bílý pěšec · h2 bílý pěšec · c1 bílý věž · e1 bílý věž · h1 bílý král | e8 černý dáma · b7 černý střelec · e7 bílý pěšec · f7 černý král · h7 černý pěšec · a6 černý věž · g6 černý pěšec · e5 bílý dáma · h5 černý jezdec · b4 bílý pěšec · d4 bílý střelec · f3 bílý pěšec · b2 bílý pěšec · g2 bílý pěšec · h2 bílý pěšec · c1 bílý věž · e1 bílý věž · h1 bílý král | e8 černý dáma · b7 černý střelec · e7 bílý pěšec · f7 černý král · h7 černý pěšec · a6 černý věž · g6 černý pěšec · e5 bílý dáma · h5 černý jezdec · b4 bílý pěšec · d4 bílý střelec · f3 bílý pěšec · b2 bílý pěšec · g2 bílý pěšec · h2 bílý pěšec · c1 bílý věž · e1 bílý věž · h1 bílý král | e8 černý dáma · b7 černý střelec · e7 bílý pěšec · f7 černý král · h7 černý pěšec · a6 černý věž · g6 černý pěšec · e5 bílý dáma · h5 černý jezdec · b4 bílý pěšec · d4 bílý střelec · f3 bílý pěšec · b2 bílý pěšec · g2 bílý pěšec · h2 bílý pěšec · c1 bílý věž · e1 bílý věž · h1 bílý král | e8 černý dáma · b7 černý střelec · e7 bílý pěšec · f7 černý král · h7 černý pěšec · a6 černý věž · g6 černý pěšec · e5 bílý dáma · h5 černý jezdec · b4 bílý pěšec · d4 bílý střelec · f3 bílý pěšec · b2 bílý pěšec · g2 bílý pěšec · h2 bílý pěšec · c1 bílý věž · e1 bílý věž · h1 bílý král | e8 černý dáma · b7 černý střelec · e7 bílý pěšec · f7 černý král · h7 černý pěšec · a6 černý věž · g6 černý pěšec · e5 bílý dáma · h5 černý jezdec · b4 bílý pěšec · d4 bílý střelec · f3 bílý pěšec · b2 bílý pěšec · g2 bílý pěšec · h2 bílý pěšec · c1 bílý věž · e1 bílý věž · h1 bílý král | 4 |
| 3 | e8 černý dáma · b7 černý střelec · e7 bílý pěšec · f7 černý král · h7 černý pěšec · a6 černý věž · g6 černý pěšec · e5 bílý dáma · h5 černý jezdec · b4 bílý pěšec · d4 bílý střelec · f3 bílý pěšec · b2 bílý pěšec · g2 bílý pěšec · h2 bílý pěšec · c1 bílý věž · e1 bílý věž · h1 bílý král | e8 černý dáma · b7 černý střelec · e7 bílý pěšec · f7 černý král · h7 černý pěšec · a6 černý věž · g6 černý pěšec · e5 bílý dáma · h5 černý jezdec · b4 bílý pěšec · d4 bílý střelec · f3 bílý pěšec · b2 bílý pěšec · g2 bílý pěšec · h2 bílý pěšec · c1 bílý věž · e1 bílý věž · h1 bílý král | e8 černý dáma · b7 černý střelec · e7 bílý pěšec · f7 černý král · h7 černý pěšec · a6 černý věž · g6 černý pěšec · e5 bílý dáma · h5 černý jezdec · b4 bílý pěšec · d4 bílý střelec · f3 bílý pěšec · b2 bílý pěšec · g2 bílý pěšec · h2 bílý pěšec · c1 bílý věž · e1 bílý věž · h1 bílý král | e8 černý dáma · b7 černý střelec · e7 bílý pěšec · f7 černý král · h7 černý pěšec · a6 černý věž · g6 černý pěšec · e5 bílý dáma · h5 černý jezdec · b4 bílý pěšec · d4 bílý střelec · f3 bílý pěšec · b2 bílý pěšec · g2 bílý pěšec · h2 bílý pěšec · c1 bílý věž · e1 bílý věž · h1 bílý král | e8 černý dáma · b7 černý střelec · e7 bílý pěšec · f7 černý král · h7 černý pěšec · a6 černý věž · g6 černý pěšec · e5 bílý dáma · h5 černý jezdec · b4 bílý pěšec · d4 bílý střelec · f3 bílý pěšec · b2 bílý pěšec · g2 bílý pěšec · h2 bílý pěšec · c1 bílý věž · e1 bílý věž · h1 bílý král | e8 černý dáma · b7 černý střelec · e7 bílý pěšec · f7 černý král · h7 černý pěšec · a6 černý věž · g6 černý pěšec · e5 bílý dáma · h5 černý jezdec · b4 bílý pěšec · d4 bílý střelec · f3 bílý pěšec · b2 bílý pěšec · g2 bílý pěšec · h2 bílý pěšec · c1 bílý věž · e1 bílý věž · h1 bílý král | e8 černý dáma · b7 černý střelec · e7 bílý pěšec · f7 černý král · h7 černý pěšec · a6 černý věž · g6 černý pěšec · e5 bílý dáma · h5 černý jezdec · b4 bílý pěšec · d4 bílý střelec · f3 bílý pěšec · b2 bílý pěšec · g2 bílý pěšec · h2 bílý pěšec · c1 bílý věž · e1 bílý věž · h1 bílý král | e8 černý dáma · b7 černý střelec · e7 bílý pěšec · f7 černý král · h7 černý pěšec · a6 černý věž · g6 černý pěšec · e5 bílý dáma · h5 černý jezdec · b4 bílý pěšec · d4 bílý střelec · f3 bílý pěšec · b2 bílý pěšec · g2 bílý pěšec · h2 bílý pěšec · c1 bílý věž · e1 bílý věž · h1 bílý král | 3 |
| 2 | e8 černý dáma · b7 černý střelec · e7 bílý pěšec · f7 černý král · h7 černý pěšec · a6 černý věž · g6 černý pěšec · e5 bílý dáma · h5 černý jezdec · b4 bílý pěšec · d4 bílý střelec · f3 bílý pěšec · b2 bílý pěšec · g2 bílý pěšec · h2 bílý pěšec · c1 bílý věž · e1 bílý věž · h1 bílý král | e8 černý dáma · b7 černý střelec · e7 bílý pěšec · f7 černý král · h7 černý pěšec · a6 černý věž · g6 černý pěšec · e5 bílý dáma · h5 černý jezdec · b4 bílý pěšec · d4 bílý střelec · f3 bílý pěšec · b2 bílý pěšec · g2 bílý pěšec · h2 bílý pěšec · c1 bílý věž · e1 bílý věž · h1 bílý král | e8 černý dáma · b7 černý střelec · e7 bílý pěšec · f7 černý král · h7 černý pěšec · a6 černý věž · g6 černý pěšec · e5 bílý dáma · h5 černý jezdec · b4 bílý pěšec · d4 bílý střelec · f3 bílý pěšec · b2 bílý pěšec · g2 bílý pěšec · h2 bílý pěšec · c1 bílý věž · e1 bílý věž · h1 bílý král | e8 černý dáma · b7 černý střelec · e7 bílý pěšec · f7 černý král · h7 černý pěšec · a6 černý věž · g6 černý pěšec · e5 bílý dáma · h5 černý jezdec · b4 bílý pěšec · d4 bílý střelec · f3 bílý pěšec · b2 bílý pěšec · g2 bílý pěšec · h2 bílý pěšec · c1 bílý věž · e1 bílý věž · h1 bílý král | e8 černý dáma · b7 černý střelec · e7 bílý pěšec · f7 černý král · h7 černý pěšec · a6 černý věž · g6 černý pěšec · e5 bílý dáma · h5 černý jezdec · b4 bílý pěšec · d4 bílý střelec · f3 bílý pěšec · b2 bílý pěšec · g2 bílý pěšec · h2 bílý pěšec · c1 bílý věž · e1 bílý věž · h1 bílý král | e8 černý dáma · b7 černý střelec · e7 bílý pěšec · f7 černý král · h7 černý pěšec · a6 černý věž · g6 černý pěšec · e5 bílý dáma · h5 černý jezdec · b4 bílý pěšec · d4 bílý střelec · f3 bílý pěšec · b2 bílý pěšec · g2 bílý pěšec · h2 bílý pěšec · c1 bílý věž · e1 bílý věž · h1 bílý král | e8 černý dáma · b7 černý střelec · e7 bílý pěšec · f7 černý král · h7 černý pěšec · a6 černý věž · g6 černý pěšec · e5 bílý dáma · h5 černý jezdec · b4 bílý pěšec · d4 bílý střelec · f3 bílý pěšec · b2 bílý pěšec · g2 bílý pěšec · h2 bílý pěšec · c1 bílý věž · e1 bílý věž · h1 bílý král | e8 černý dáma · b7 černý střelec · e7 bílý pěšec · f7 černý král · h7 černý pěšec · a6 černý věž · g6 černý pěšec · e5 bílý dáma · h5 černý jezdec · b4 bílý pěšec · d4 bílý střelec · f3 bílý pěšec · b2 bílý pěšec · g2 bílý pěšec · h2 bílý pěšec · c1 bílý věž · e1 bílý věž · h1 bílý král | 2 |
| 1 | e8 černý dáma · b7 černý střelec · e7 bílý pěšec · f7 černý král · h7 černý pěšec · a6 černý věž · g6 černý pěšec · e5 bílý dáma · h5 černý jezdec · b4 bílý pěšec · d4 bílý střelec · f3 bílý pěšec · b2 bílý pěšec · g2 bílý pěšec · h2 bílý pěšec · c1 bílý věž · e1 bílý věž · h1 bílý král | e8 černý dáma · b7 černý střelec · e7 bílý pěšec · f7 černý král · h7 černý pěšec · a6 černý věž · g6 černý pěšec · e5 bílý dáma · h5 černý jezdec · b4 bílý pěšec · d4 bílý střelec · f3 bílý pěšec · b2 bílý pěšec · g2 bílý pěšec · h2 bílý pěšec · c1 bílý věž · e1 bílý věž · h1 bílý král | e8 černý dáma · b7 černý střelec · e7 bílý pěšec · f7 černý král · h7 černý pěšec · a6 černý věž · g6 černý pěšec · e5 bílý dáma · h5 černý jezdec · b4 bílý pěšec · d4 bílý střelec · f3 bílý pěšec · b2 bílý pěšec · g2 bílý pěšec · h2 bílý pěšec · c1 bílý věž · e1 bílý věž · h1 bílý král | e8 černý dáma · b7 černý střelec · e7 bílý pěšec · f7 černý král · h7 černý pěšec · a6 černý věž · g6 černý pěšec · e5 bílý dáma · h5 černý jezdec · b4 bílý pěšec · d4 bílý střelec · f3 bílý pěšec · b2 bílý pěšec · g2 bílý pěšec · h2 bílý pěšec · c1 bílý věž · e1 bílý věž · h1 bílý král | e8 černý dáma · b7 černý střelec · e7 bílý pěšec · f7 černý král · h7 černý pěšec · a6 černý věž · g6 černý pěšec · e5 bílý dáma · h5 černý jezdec · b4 bílý pěšec · d4 bílý střelec · f3 bílý pěšec · b2 bílý pěšec · g2 bílý pěšec · h2 bílý pěšec · c1 bílý věž · e1 bílý věž · h1 bílý král | e8 černý dáma · b7 černý střelec · e7 bílý pěšec · f7 černý král · h7 černý pěšec · a6 černý věž · g6 černý pěšec · e5 bílý dáma · h5 černý jezdec · b4 bílý pěšec · d4 bílý střelec · f3 bílý pěšec · b2 bílý pěšec · g2 bílý pěšec · h2 bílý pěšec · c1 bílý věž · e1 bílý věž · h1 bílý král | e8 černý dáma · b7 černý střelec · e7 bílý pěšec · f7 černý král · h7 černý pěšec · a6 černý věž · g6 černý pěšec · e5 bílý dáma · h5 černý jezdec · b4 bílý pěšec · d4 bílý střelec · f3 bílý pěšec · b2 bílý pěšec · g2 bílý pěšec · h2 bílý pěšec · c1 bílý věž · e1 bílý věž · h1 bílý král | e8 černý dáma · b7 černý střelec · e7 bílý pěšec · f7 černý král · h7 černý pěšec · a6 černý věž · g6 černý pěšec · e5 bílý dáma · h5 černý jezdec · b4 bílý pěšec · d4 bílý střelec · f3 bílý pěšec · b2 bílý pěšec · g2 bílý pěšec · h2 bílý pěšec · c1 bílý věž · e1 bílý věž · h1 bílý král | 1 |
|   | a | b | c | d | e | f | g | h |   |

Novotného téma využil v praktické hře také David Navara v partii proti Anně Dergatschovové-Dausové na turnaji v Mohuči roku 2007. Po 35. tahu už na tom byl černý velmi špatně, a pokud by bílý mohl nějakým způsobem šachovat na diagonále a2–g8, velmi rychle by si vynutil mat. Pole e6 ale střeží černá věž a pole d5 zase černý střelec. Navara však obě linie přerušil tahem 36. Vc6!!, po němž se černý definitivně vzdal, neboť mat již byl neodvratitelný. Bílý totiž hrozí zahrát 37. De6# nebo Dd5#, čemuž se černý může pokusit čelit třemi způsoby. Pokud by se bránil odebráním bílé věže například tahem 36… Vxc6, následovalo by 37. Dd5+  Ve6 38. Dxe6#. Pokud by se bránil střelcem 36… Sxc6, tak by bílý zase okamžitě matoval 37. De6#. Kromě toho černému zbývala ještě jedna netematická obrana 36… Dxc6, po níž by však bílý zvítězil tahy 37. e8=D+ Dxe8 38. Dxe8#.